# Saint-Girons (Ariège)
Pour les articles homonymes, voir Saint-Girons.
Saint-Girons ([sɛ̃ʒiʁɔ̃], en gascon Sent Gironç) est une commune française située dans l'ouest du département de l'Ariège, en région Occitanie. Son nom fut donné en hommage à Girons d'Hagetmau, évangélisateur de la Novempopulanie. Sur le plan historique et culturel, la commune fait partie du Couserans, pays aux racines gasconnes structuré par le cours du Salat.
Exposée à un climat océanique altéré, elle est drainée par le Salat, le Lez, le Baup et par divers autres petits cours d'eau. Incluse dans le parc naturel régional des Pyrénées ariégeoises, la commune possède un patrimoine naturel remarquable : un site Natura 2000 (« Garonne, Ariège, Hers, Salat, Pique et Neste »), un espace protégé (les « falaises de Sourroque ») et deux zones naturelles d'intérêt écologique, faunistique et floristique.
Saint-Girons est une commune urbaine qui compte 6 129 habitants en 2022. Elle appartient à l'unité urbaine de Saint-Girons et fait partie de l'aire d'attraction de Saint-Girons. Ses habitants sont appelés les Saint-Gironnais ou Saint-Gironnaises ou Gironnais.
« Capitale » du Couserans, la ville est une des deux sous-préfectures de l'Ariège avec Pamiers, la préfecture étant Foix.
Elle fait partie de la communauté de communes Couserans-Pyrénées et du parc naturel régional des Pyrénées ariégeoises.

## Géographie

### Localisation
Saint-Girons est une commune des Pyrénées centrales établie au centre d'un bassin, au contact de la montagne et des plaines et coteaux. Cela lui donne une position de carrefour en convergence des vallées couseranaises mais aussi entre la montagne et le piémont, puis la vallée de la Garonne et Toulouse au nord et plus largement entre la Méditerranée et l'Atlantique, entre Saint-Gaudens et Foix.
Elle est la ville-centre d'une unité urbaine et de l'aire d'attraction de Saint-Girons.

### Communes limitrophes[2]
Saint-Girons est limitrophe de cinq autres communes.
Les communes limitrophes sont  Encourtiech, Eycheil, Montjoie-en-Couserans, Moulis et Saint-Lizier.

### Superficie et relief
La superficie cadastrale de la commune publiée par l’Insee, qui sert de références dans toutes les statistiques, est de 19,13 km2,. La superficie géographique, issue de la BD Topo, composante du Référentiel à grande échelle produit par l'IGN, est quant à elle de 19,03 km2. Son relief est particulièrement escarpé puisque la dénivelée maximale atteint 813 mètres. L'altitude du territoire varie entre 387 m et 1 200 m.

### Géologie
La commune est située dans les Pyrénées, une chaîne montagneuse jeune, érigée en même temps que les Alpes durant l'ère tertiaire — il y a 40 millions d'années environ —, certaines parties étant recouvertes par des formations superficielles. Les terrains affleurants sur le territoire communal sont constitués de roches sédimentaires et plutoniques datant pour certaines du Cénozoïque, l'ère géologique la plus récente sur l'échelle des temps géologiques, débutant il y a 66 millions d'années, et pour d'autres du Mésozoïque, anciennement appelé Ère secondaire, qui s'étend de −252,2 à −66,0 Ma. La structure détaillée des couches affleurantes est décrite dans la feuille « no 1074 - Saint-Girons » de la carte géologique harmonisée au 1/50 000ème du département de l'Ariège, et sa notice associée.

### Hydrographie

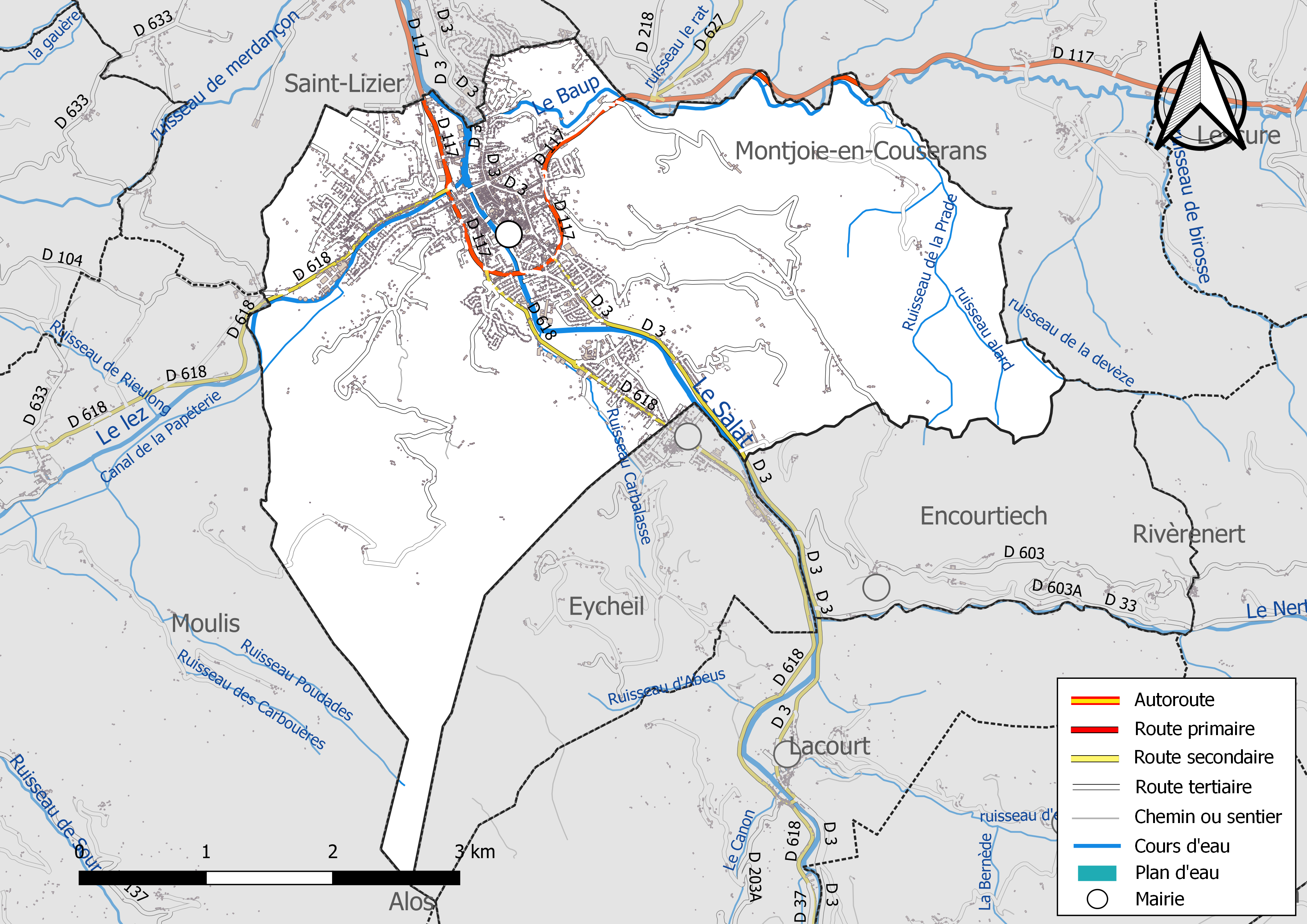
Réseaux hydrographique et routier de Saint-Girons.

La commune est dans le bassin versant de la Garonne, au sein du bassin hydrographique Adour-Garonne. Elle est drainée par le Salat, le Lez, le Baup, un bras du Lez, Canal de la Papéterie, Goute des Canères, le ruisseau alard, le ruisseau Carbalasse, le ruisseau de la devèze, le ruisseau de la Prade, le ruisseau des Bains, le ruisseau Poudades et par un petit cours d'eau, constituant un réseau hydrographique de 16 km de longueur totale,.
Le Salat, d'une longueur totale de 74,1 km, prend sa source dans la commune de Couflens et s'écoule du sud vers le nord. Il traverse la commune et se jette dans la Garonne à Boussens, après avoir traversé 27 communes.
Le Lez, d'une longueur totale de 35,8 km, prend sa source dans la commune de Sentein et s'écoule du sud-ouest vers le nord-est. Il traverse la commune et se jette dans le Salat sur le territoire communal, après avoir traversé 11 communes.
Le Baup, d'une longueur totale de 20,1 km, prend sa source dans la commune de Rimont et s'écoule d'est en ouest. Il traverse la commune et se jette dans le Salat à Saint-Lizier, après avoir traversé 6 communes.

### Climat
Pour des articles plus généraux, voir Climat de l'Occitanie et Climat de l'Ariège.
En 2010, le climat de la commune est de type climat océanique altéré, selon une étude s'appuyant sur une série de données couvrant la période 1971-2000. En 2020, Météo-France publie une typologie des climats de la France métropolitaine dans laquelle la commune est exposée à un climat de montagne et est dans la région climatique Pyrénées centrales, caractérisée par une pluviométrie annuelle de 1 000 à 1 200 mm.
Pour la période 1971-2000, la température annuelle moyenne est de 12 °C, avec une amplitude thermique annuelle de 15 °C. Le cumul annuel moyen de précipitations est de 906 mm, avec 9,6 jours de précipitations en janvier et 6,6 jours en juillet. Pour la période 1991-2020, la température moyenne annuelle observée sur la station météorologique la plus proche, située sur la commune de Lorp-Sentaraille à 3 km à vol d'oiseau, est de 12,5 °C et le cumul annuel moyen de précipitations est de 973,2 mm,. Pour l'avenir, les paramètres climatiques de la commune estimés pour 2050 selon différents scénarios d'émission de gaz à effet de serre sont consultables sur un site dédié publié par Météo-France en novembre 2022.

## Urbanisme

### Typologie
Au 1er janvier 2024, Saint-Girons est catégorisée petite ville, selon la nouvelle grille communale de densité à 7 niveaux définie par l'Insee en 2022.
Elle appartient à l'unité urbaine de Saint-Girons, une agglomération intra-départementale dont elle est ville-centre,. Par ailleurs la commune fait partie de l'aire d'attraction de Saint-Girons, dont elle est la commune-centre,. Cette aire, qui regroupe 70 communes, est catégorisée dans les aires de moins de 50 000 habitants,.

### Occupation des sols

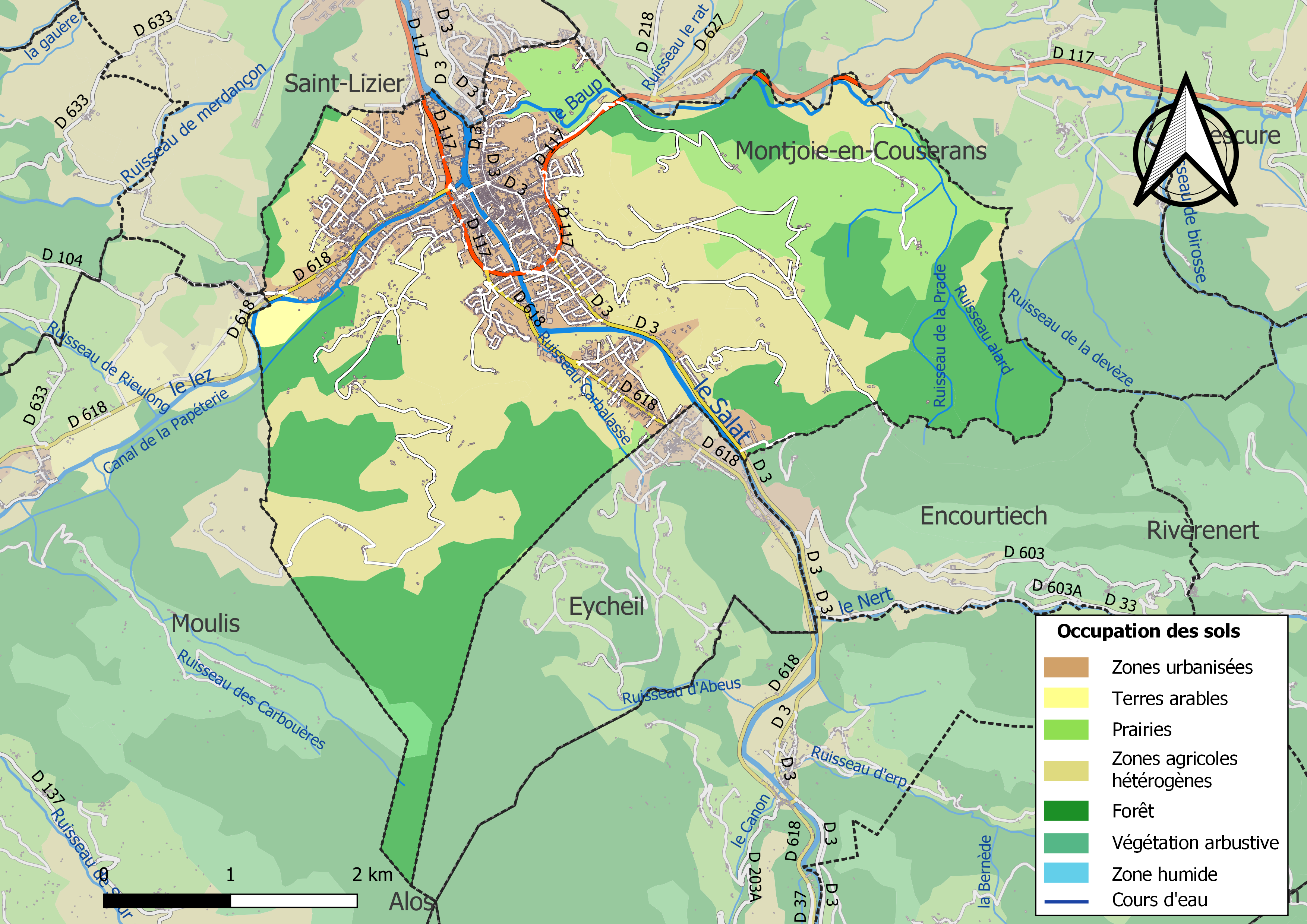
Carte des infrastructures et de l'occupation des sols de la commune en 2018 (CLC).

L'occupation des sols de la commune, telle qu'elle ressort de la base de données européenne d’occupation biophysique des sols Corine Land Cover (CLC), est marquée par l'importance des territoires agricoles (49,2 % en 2018), en diminution par rapport à 1990 (51,2 %). La répartition détaillée en 2018 est la suivante :
zones agricoles hétérogènes (36,5 %), forêts (31,5 %), zones urbanisées (18,1 %), prairies (12 %), terres arables (0,7 %), milieux à végétation arbustive et/ou herbacée (0,7 %), zones industrielles ou commerciales et réseaux de communication (0,5 %). L'évolution de l’occupation des sols de la commune et de ses infrastructures peut être observée sur les différentes représentations cartographiques du territoire : la carte de Cassini (XVIIIe siècle), la carte d'état-major (1820-1866) et les cartes ou photos aériennes de l'IGN pour la période actuelle (1950 à aujourd'hui).

### Morphologie urbaine

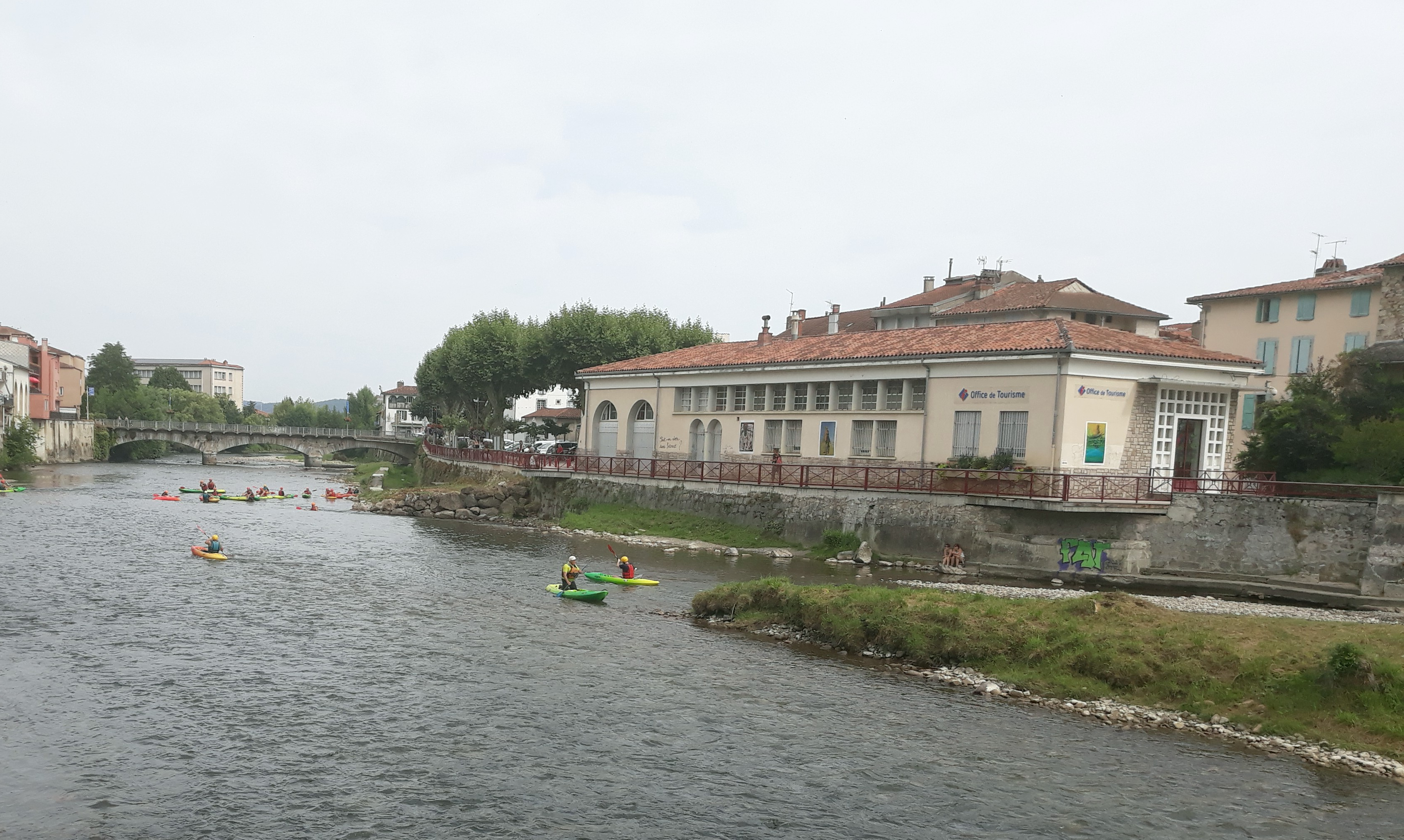
Kayacs sur le Salat et office de tourisme.

L'essentiel des constructions est situé le long des vallées du Lez et du Salat. Un plan local d'urbanisme (PLU), a été publié fin 2014 et rectifié en 2018 pour fixer les règles de l'utilisation des sols sur la commune. Immédiatement entourée de collines, la ville recèle d'écarts ruraux peu connus hormis de leurs habitants comme le hameau des Mariax accessible depuis la RD 117 en direction de Lescure.

### Logement
La structure urbaine du centre-ville, sauf sur une partie Est avec villas et jardins, se présente essentiellement sous forme de constructions très hétérogènes non harmonisées, « ras-de-trottoir » et de facture modeste. Les très nombreux commerces d'autrefois constituaient bien souvent l'accès unique aux étages, désuets voire insalubres, qui n'ont pu être valorisés dès lors que le commerce était abandonné, les commerçants les ayant délaissés depuis longtemps pour des villas péri-urbaines. De ce fait, le centre-ville de Saint-Girons s'est très largement et longtemps dépeuplé au profit des quartiers périphériques ou des communes proches (Saint-Lizier, Montjoie, Lorp-Sentaraille, Moulis...). À partir des années 1990, une succession de procédures d'amélioration de l'habitat a permis de réhabiliter ces logements souvent dédiés à de l'habitat social, classés quartier prioritaire avec un millier d'habitants.
Hors du centre-ville, les quartiers (Lédar, Beauregard, Baup, Citadelle, Pégoumas...) se caractérisent par des ensembles de villas avec jardin attenant sauf le long des anciennes artères de circulation principale sur lesquelles se côtoient des maisons mitoyennes ras-de-trottoir avec jardin arrière et de meilleure facture qu'au centre-ville.
Un seul petit quartier, Sierres, compte quelques immeubles HLM façon années 1960 de dimension cependant raisonnable. Les constructions ultérieures HLM ont été réalisées avec un réel effort d'intégration architecturale (Les Deux Rivières) ou plus récemment sous forme de villa avec petit jardin (Beauregard, Palétès).
La demande en acquisition ou location est proportionnée à l'offre.

### Voies de communication et transports

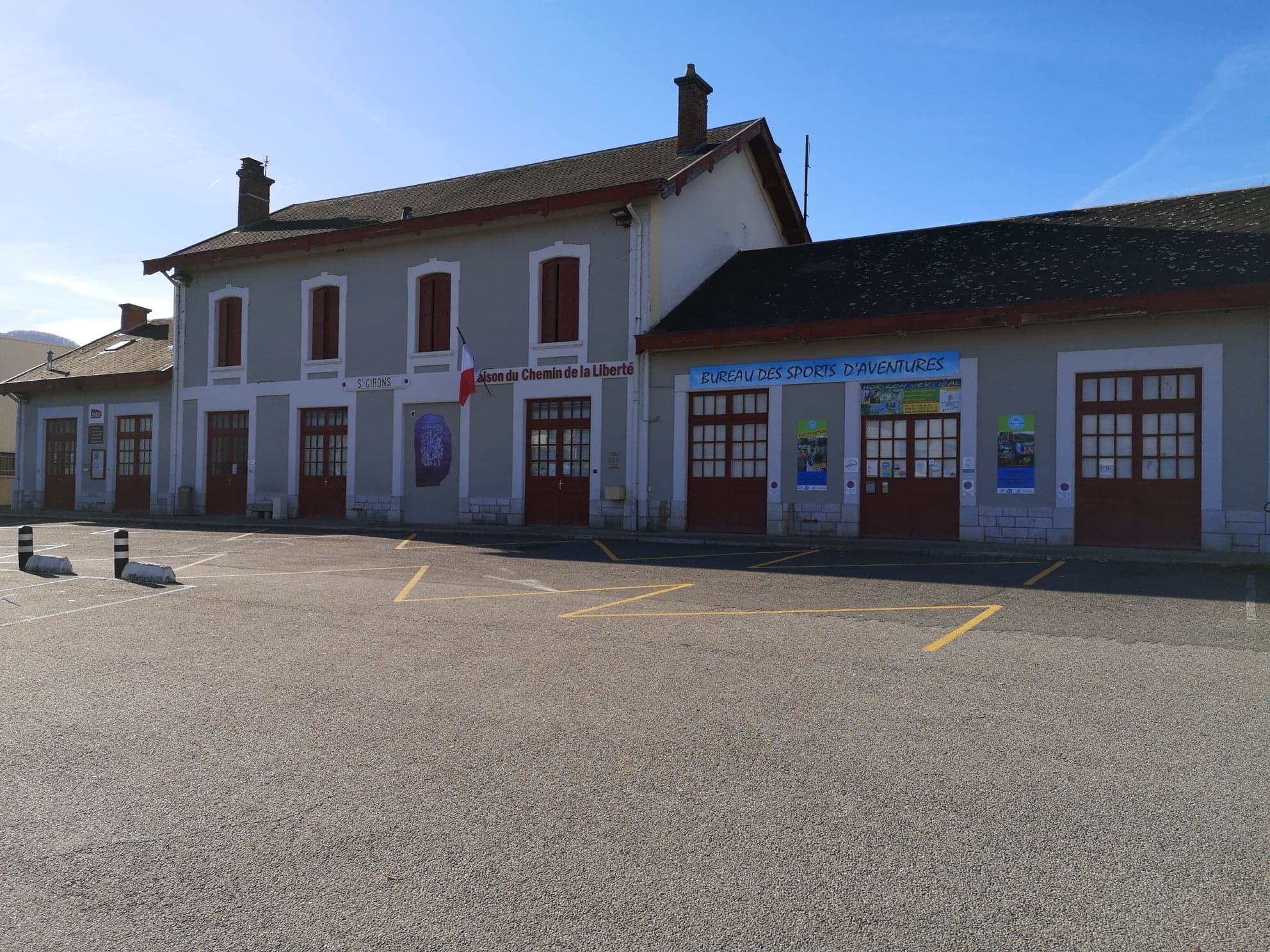
Ancienne gare ferroviaire reconvertie. À gauche, l'espace multimodal communal permet l'acquisition de titres de transport ; la cour de la gare sert partiellement de gare routière.

Dès la haute Antiquité, la route du sel, qui courait au pied des Pyrénées passait par Saint-Girons. Aujourd'hui, la ville est sur le trajet reliant le sud de l'Aquitaine française à la Catalogne espagnole par les tunnels de Puymorens et du Cadi.
L'axe de communication principal de l'entrée ouest du département à Prat-Bonrepaux vers Foix et au-delà s'effectue par la RD 117. Saint-Girons est un véritable bourg-centre vers lequel convergent les vallées.
La liaison par bus SNCF de la gare de Boussens à Saint-Girons est quotidienne. Des lignes privées régionales directes de Toulouse à Saint-Girons fonctionnent tous les jours conventionnées par la Région Occitanie. Des lignes intra-départementales concédées à des autocaristes vers Foix et les vallées fonctionnent également. À la suite de la fermeture du bureau SNCF, un espace multimodal a été ouvert à l'initiative de la commune dans une partie de l'ancienne gare afin de fournir des informations et des billets SNCF pour les déplacements en Occitanie. À noter que la liaison routière SNCF par autocar est prolongée en hiver vers la station de Guzet (aller en matinée et retour en fin d'après-midi). Une ligne privée propose chaque mercredi et samedi un aller-retour vers le Pas de la Case (Andorre).
Une borne de recharge Révéo est à disposition des utilisateurs de véhicules électriques place Alphonse Sentein, près des bureaux de l'Office de tourisme.
Une voie verte pédestre, cycliste et équestre de 42 km emprunte pour l'essentiel l'ancien ballast de la voie ferrée de Foix à Saint-Girons fermée en 1955.
Aucun lien routier ne permet le franchissement de la chaîne des Pyrénées centrales au niveau du Couserans. En Haut-Salat, la route touristique par le port d'Aula, qui avait vu un début de réalisation versant français ou le très hypothétique projet de tunnel sous le port de Salau ont été "réveillés" de temps à autre sans qu'une réelle volonté coordonnée n'ait réussi à vaincre les obstacles économiques et politiques.

### Protection

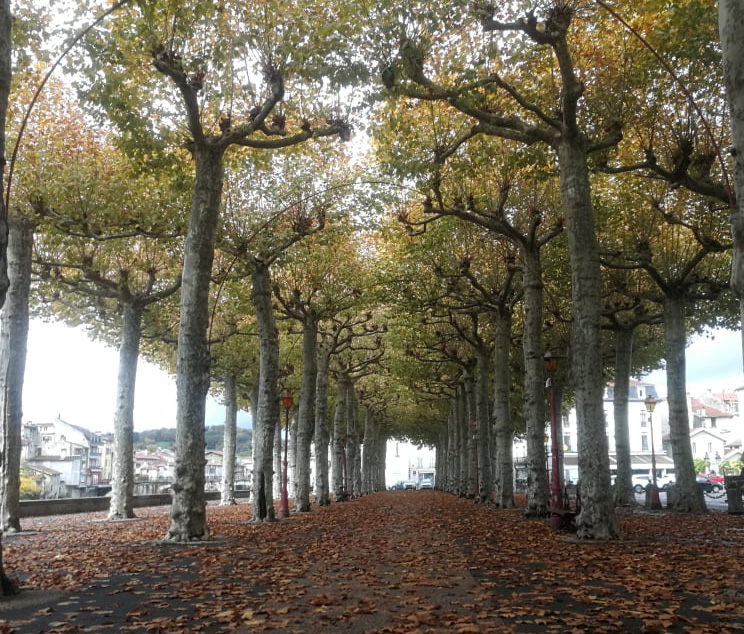
Le champ de Mars - Toussaint 2021.

Au centre-ville, le Champ de Mars comptant 72 platanes et ouvert en 1784, la place devant la poste, les écoles et le plan d’eau du Salat constituent un site inscrit depuis le 13 janvier 1947.

### Risques majeurs
Le territoire de la commune de Saint-Girons est vulnérable à différents aléas naturels : inondations, climatiques (grand froid ou canicule), feux de forêts, mouvements de terrains et séisme (sismicité modérée). Il est également exposé à un risque technologique, le transport de matières dangereuses,.

#### Risques naturels

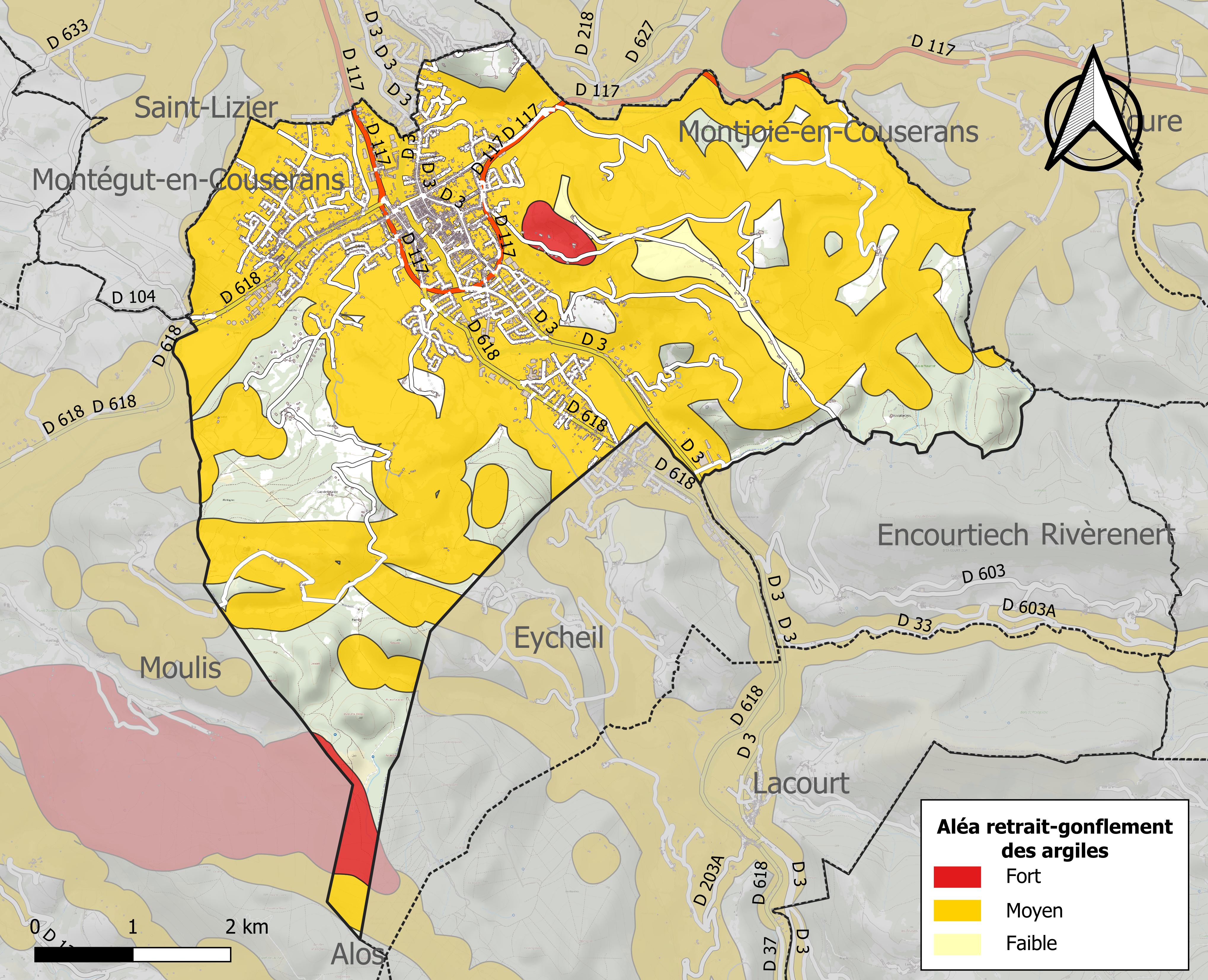
Zonage de l'aléa retrait-gonflement des argiles sur la commune de Saint-Girons.

Certaines parties du territoire communal sont susceptibles d’être affectées par le risque d’inondation par débordement, crue torrentielle d'un cours d'eau, le Salat et le Lèze, ou ruissellement d'un versant.
Les mouvements de terrains susceptibles de se produire sur la commune sont soit des chutes de blocs, soit des glissements de terrains, soit des effondrements liés à des cavités souterraines, soit des mouvements liés au retrait-gonflement des argiles. Près de 50 % de la superficie du département est concernée par l'aléa retrait-gonflement des argiles, dont la commune de Saint-Girons. L'inventaire national des cavités souterraines permet par ailleurs de localiser celles situées sur la commune.
Ces risques naturels sont pris en compte dans l'aménagement du territoire de la commune par le biais d'un plan de prévention des risques (PPR) inondation et mouvement de terrain approuvé le 7 juillet 2011.
Saint-Girons est située sur une zone à risque d'inondation crue, ruissellement et coulée de boue. Un plan de prévention des risques naturels est défini pour la commune n°09RTM20010032 - PPR, 09DDT20160008 - PPRN et 09DDT20110017 - PPR. Si Saint-Girons a connu autrefois de réelles inondations, ce risque s'est incontestablement réduit par la déprise agricole en amont des rivières, avec le très net accroissement des surfaces forestières, notamment en zones pentues.
La commune est également concernée par un risque de séisme de 3/5.

#### Risques technologiques
Le risque de transport de matières dangereuses par une infrastructure routière ou ferroviaire ou par une canalisation de transport de gaz concerne la commune. Un accident se produisant sur une telle infrastructure est en effet susceptible d’avoir des effets graves au bâti ou aux personnes jusqu’à 350 m, selon la nature du matériau transporté. Des dispositions d’urbanisme peuvent être préconisées en conséquence.

## Toponymie
Durant la Révolution, la commune porte le nom de Lunoque.
Ses habitants sont appelés les Saint-Gironnais.

## Histoire

### Antiquité

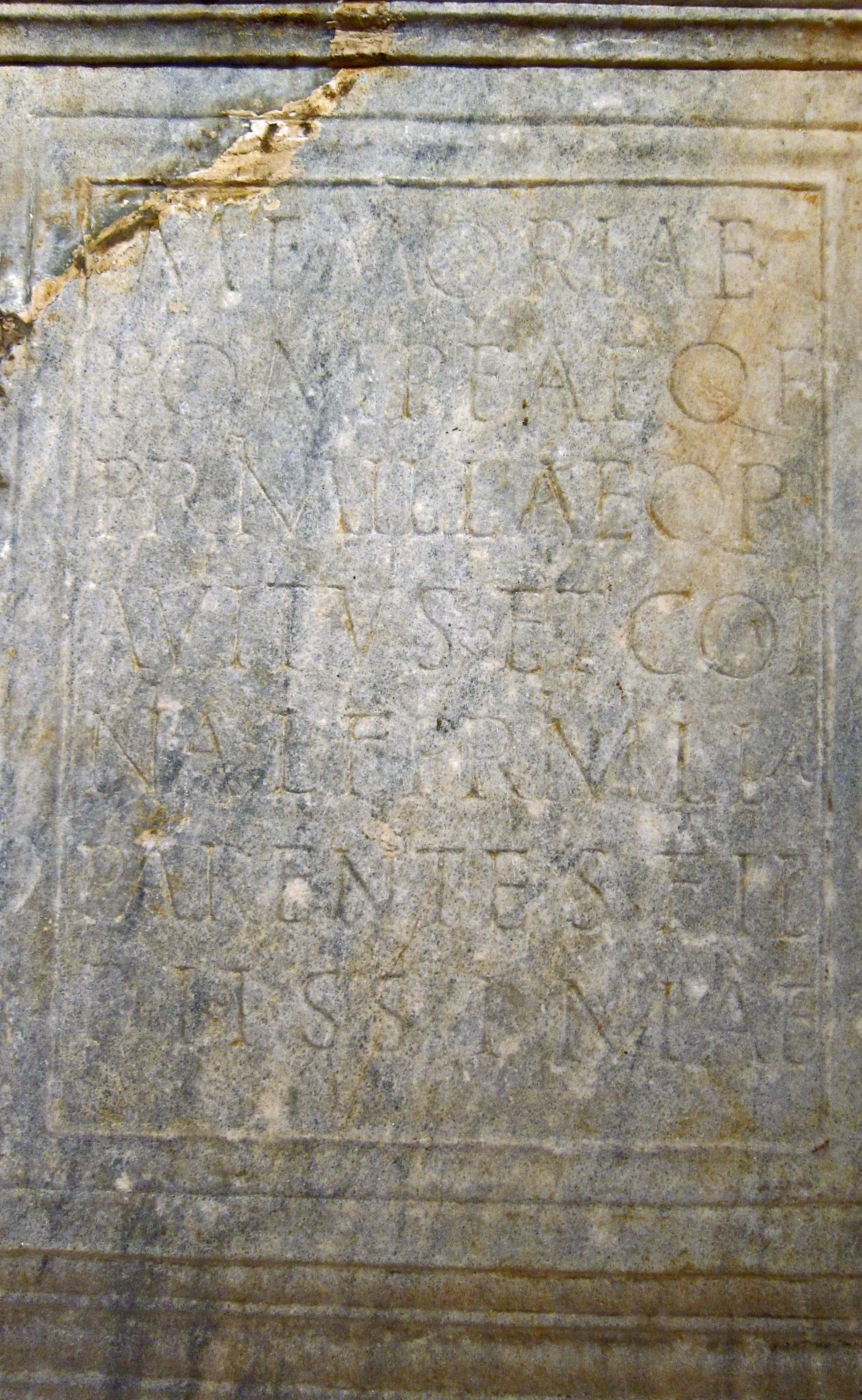
Cippe funéraire gallo-romain découvert en 1905.

Du fait de la présence d'un site défensif, c'est à Saint-Lizier que les Romains établirent, sous le nom de Lugdunum Consoranorum, le siège de la civitas des Consoranni, en Gaule narbonnaise. Cette cité devint, par la suite et jusqu'en 1789, le siège d'un évêché.
En 1994, la découverte d'un trésor de 13 000 pièces en billon datant du IIIe siècle (entre 250 et 280) en creusant une cave rue de la République met à mal une assertion jusqu'alors acquise que le site de Saint-Girons ne connut, pendant longtemps, que des entrepôts en bordure du Salat, et quelques villae. Les fragments découverts sous ce trésor indiquent la préexistence d'un habitat occupé dès le début du Ier siècle apr. J.-C.
Le lucus (bois sacré) de Saint-Lizier se trouvait sur l'actuel territoire de Saint-Girons et le quartier du Luc lui doit son nom.
En 1905, lors de travaux de terrassement aux environs de l'ancienne gare un cippe funéraire gallo-romain fut découvert. Il porte une inscription le dédiant à une jeune femme nommée Pompeia, de la famille des Primillice. Elle aurait été la fille du gouverneur de Saint-Lizier.

### Moyen Âge
C'est vers 1100 que Saint-Girons apparaît en tant que ville, à la suite d'une période, l'an mil, qui voit de profondes transformations dans l'Occident. La chrétienté n'est plus assiégée et va se développer tant d'un point de vue économique que démographique. Les populations qui s'étaient, au cours des siècles précédents, repliées dans les zones de montagnes, plus difficilement accessibles, descendent vers les plaines et vont peupler les villes.
Des villes nouvelles dénommées bastides vont être créées dans un vaste mouvement d'urbanisation et de compétition féodale qui concernera le grand Sud-Ouest. Face à l'ancienne ville, le faubourg Villefranche, en rive gauche du Salat, est une bastide créée sans doute en 1256 en contrat de paréage entre Alphonse de Poitiers, prince de sang royal, frère de saint Louis et grand bâtisseur, avec l'évèque du Couserans. La ville se développe lentement. Le bâti est peu dense, les jardins nombreux, même si la trame des rues est serrée dans le centre.

### Temps modernes

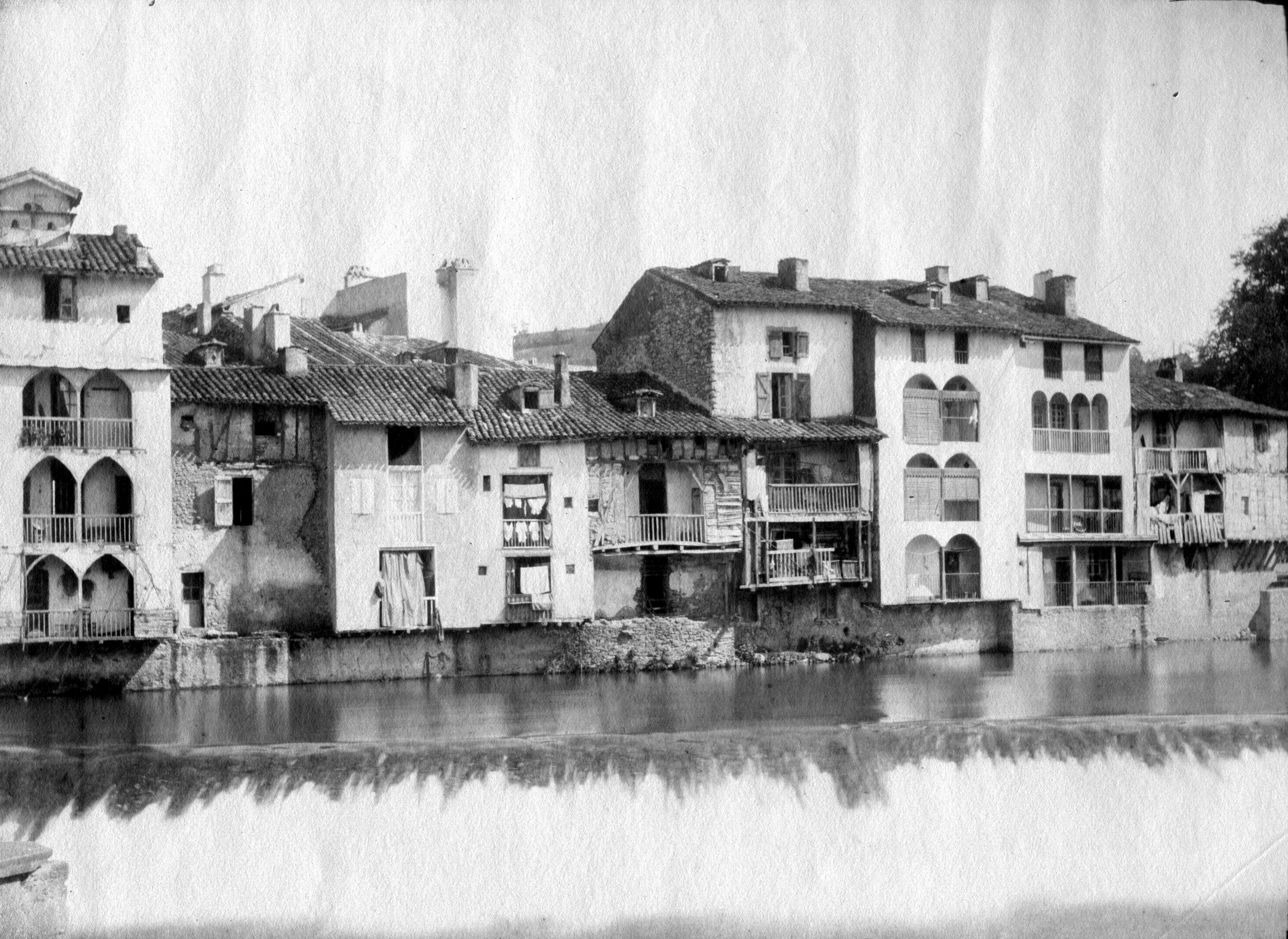
La rive gauche du Salat en 1882 (par Eugène Trutat).

Les guerres de religion n'ont pas épargné Saint-Girons, fief catholique dans un environnement régional protestant. Jean-Claude de Lévis, baron d'Audou, seigneur de Bélesta, nommé par les Protestants gouverneur de Foix en 1572, puis du comté entier en 1575, guerroye autour de Toulouse, s'empare de Castres, de Saint-Girons (1576) mais échouera devant Pamiers. Sénéchal et lieutenant général du comté de Foix en 1584, c'est au service du roi de Navarre, le futur Henri IV, qu'il administre un vaste territoire d'une main de fer jusqu'à sa mort en 1598.
La ville est ravagée par un incendie du 16 au 17 décembre 1721. Les remparts sont arrasés en 1784.
L'hôtel de ville est bâti sur l’emplacement d'un couvent des Frères mineurs capucins qui datait de 1614.
La Révolution voulait les départements et localement l'idée d'un département du Couserans se fait jour avec Lunoque puis Girons, éphémères appellations, comme préfecture. Jugé trop pauvre en haut lieu, le territoire sera constituant dès le 27 janvier 1790 du département de l'Ariège.

### Époque contemporaine
Avec le XIXe siècle, la ville va s'étendre au-delà de ses fortifications transformées en boulevards.
1866 est l'arrivée du chemin de fer avec la création de la gare de Saint-Girons qui se trouve reliée à la ligne de Toulouse à Bayonne via la ligne de Boussens à Saint-Girons. Les liaisons locales ne sont pas oubliées. La ligne de Foix à Saint-Girons est construite pour atteindre Foix dès octobre 1903 ; la ligne de Saint-Girons à Castillon et à Sentein dotée d'un tramway électrique dessert la vallée du Lez de 1911 à 1937 ; une dernière est commencée pour remonter la vallée du Salat. Elle doit même franchir les Pyrénées pour atteindre Lérida en Espagne par un grand tunnel sous le port de Salau. Cinq tunnels ont été percés dans les gorges de la Ribaute et la voie tracée mais les rails n'ont jamais été posés...
La ligne vers Foix ferme en 1955. Le 28 septembre 1969 circule le dernier train de voyageurs sur la ligne vers Boussens, qui sera perpétuée par autocar, avec des cadences progressivement revues à la baisse. Le service marchandises, pour du bois de pulpe destiné à l'usine de Lédar, s'interrompra le 1er juin 1991. Aujourd'hui, le bâtiment rénové de la gare accueille notamment le musée du Chemin de la Liberté qui retrace l'épopée du passage des Pyrénées pour fuir la France occupée durant la Seconde Guerre mondiale.
Le 20 août 1944, la ville est libérée par quatre groupes coordonnés de Maquisards et le chef local de la Gestapo est tué.
Le développement progressif de la zone industrielle du Couserans sur les communes de Lorp-Sentaraille et Caumont, l'ouverture de nombreuses moyennes surfaces commerciales en périphérie de la ville notamment à Saint-Lizier, la fermeture de la papeterie de Lédar, d'une usine fromagère… sont autant d'événements successifs qui ont contribué à réduire l'impact économique du chef-lieu au profit d'une agglomération gérée en intercommunalité et en constante amélioration.
Vu l'étroitesse de la chaîne pyrénéenne, le passage du Tour de France cycliste en Couserans et accessoirement à Saint-Girons est une habitude. La 15e étape du Tour de France 1995 au départ de la ville sera marquée par le tragique accident mortel de Fabio Casartelli dans la descente du col de Portet d'Aspet. En 2009, Saint-Girons accueille une étape du Tour de France. Le 14 juillet 2017, la treizième étape est partie de Saint-Girons via Seix, le col de Latrape, le col d'Agnes, Massat et le Mur de Peguère. L'arrivée à Foix verra la victoire de Warren Barguil. C'est une contribution importante à la fréquentation touristique élevée de mi-juillet au 20 août.
D'après une enquête du Monde publiée en 2021, le marché de Saint-Girons rassemble de nombreux néoruraux complotistes en recherche d'une « information alternative » et très méfiants vie à vis de la médecine conventionnelle, ce territoire isolé étant aussi l'un de ceux au plus faible taux de vaccination.

## Politique et administration

### Découpage territorial
La commune de Saint-Girons est membre de la communauté de communes Couserans-Pyrénées, un établissement public de coopération intercommunale (EPCI) à fiscalité propre créé le 18 novembre 2016 dont le siège est à Saint-Lizier. Ce dernier est par ailleurs membre d'autres groupements intercommunaux.
Sur le plan administratif, elle est rattachée à l'arrondissement de Saint-Girons, au département de l'Ariège, en tant que circonscription administrative de l'État, et à la région Occitanie.
Sur le plan électoral, elle dépend du canton du Couserans Ouest pour l'élection des conseillers départementaux, depuis le redécoupage cantonal de 2014 entré en vigueur en 2015, et de la deuxième circonscription de l'Ariège pour les élections législatives, depuis le redécoupage électoral de 1986.

### Administration municipale
Le nombre d'habitants au recensement de 2011 étant compris entre 5 000 habitants et 9 999 habitants au dernier recensement, le nombre de membres du conseil municipal est de vingt neuf,.

### Services publics
Saint-Girons possède une sous-préfecture, un tribunal d'instance, un service départemental d'incendie et de secours, une gendarmerie, deux bureaux de poste, un centre des impôts, un bureau de Pôle emploi, des bureaux de caisse régionale d'assurances maladie et de la caisse d'allocations familiales, un office de tourisme et depuis 2016 une piscine couverte intercommunale.

### Écologie et recyclage
La collecte et le traitement des déchets des ménages et des déchets assimilés ainsi que la protection et la mise en valeur de l'environnement se font dans le cadre du Sictom du Couserans, ainsi que la récupération des emballages (verres, papiers, métaux, cartons). Plusieurs points de collecte enterrés ont été installés en centre-ville. Des containers pour les cartons ont été rajoutés en 2016. La déchetterie intercommunale se situe au lieudit Palétès. L'entreprise Saica Natur Sud (anciennement Llau) est une importante entreprise industrielle de recyclage et de valorisation ; elle est installée sur la zone industrielle du Couserans, à Lorp-Sentaraille.

### Jumelages

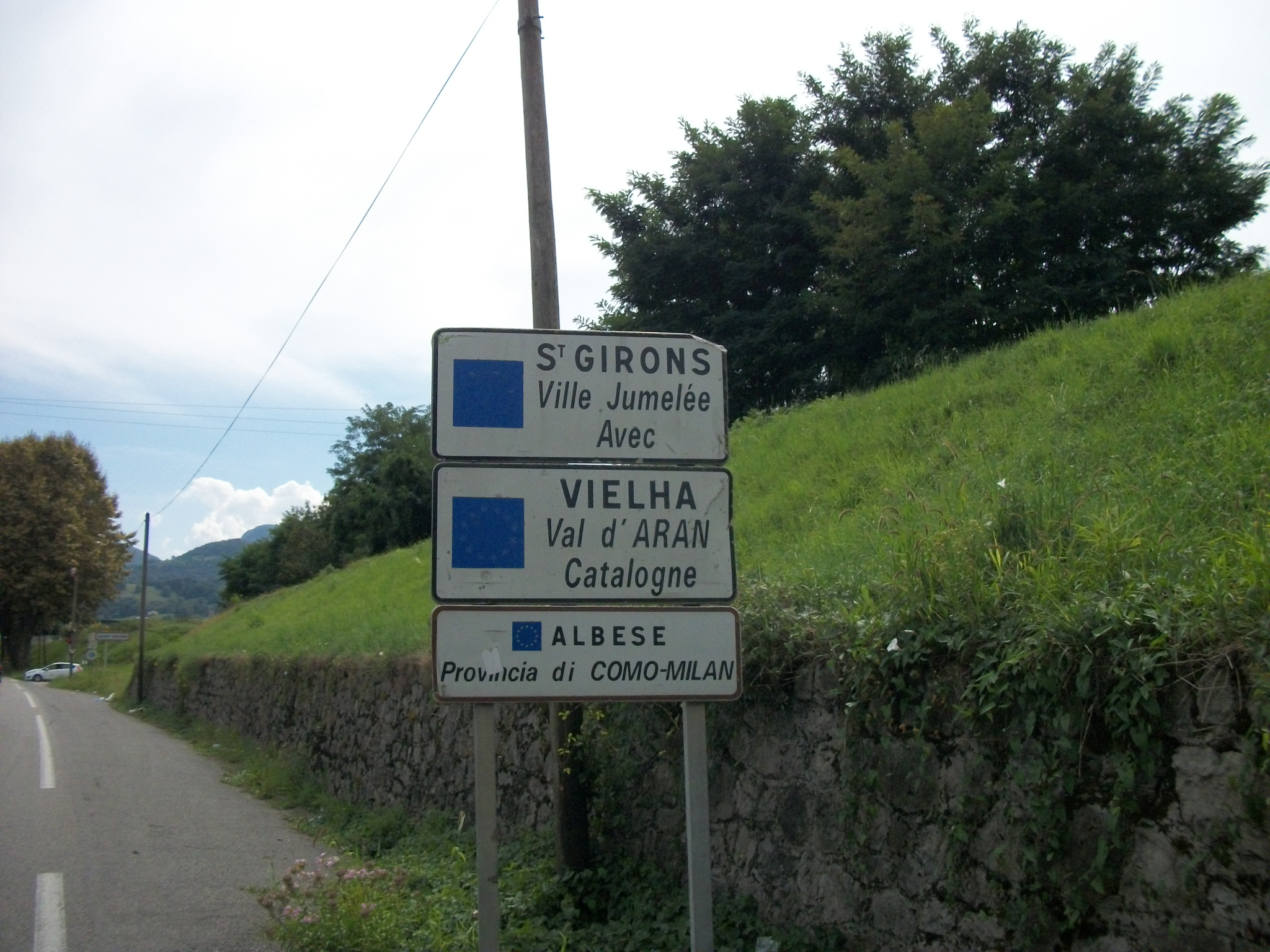
Villes jumelées avec Saint-Girons.

- Albese con Cassano (Italie), à la suite du décès de Fabio Casartelli le 18 juillet 1995 dans la descente du col de Portet d'Aspet, au cours de la 15e étape du Tour de France qui partait de Saint-Girons.
- Vielha e Mijaran (Espagne) Province de Lleida.

## Population et société

### Démographie
L'évolution du nombre d'habitants est connue à travers les recensements de la population effectués dans la commune depuis 1793. Pour les communes de moins de 10 000 habitants, une enquête de recensement portant sur toute la population est réalisée tous les cinq ans, les populations de référence des années intermédiaires étant quant à elles estimées par interpolation ou extrapolation. Pour la commune, le premier recensement exhaustif entrant dans le cadre du nouveau dispositif a été réalisé en 2007.

En 2022, la commune comptait 6 129 habitants, en évolution de −3,53 % par rapport à 2016 (Ariège : +1,48 %, France hors Mayotte : +2,11 %).
| 1793  | 1800  | 1806  | 1821  | 1831  | 1836  | 1841  | 1846  | 1851  |
| ----- | ----- | ----- | ----- | ----- | ----- | ----- | ----- | ----- |
| 2 749 | 3 054 | 3 348 | 3 868 | 4 381 | 4 282 | 3 901 | 4 142 | 3 981 |

| 1856  | 1861  | 1866  | 1872  | 1876  | 1881  | 1886  | 1891  | 1896  |
| ----- | ----- | ----- | ----- | ----- | ----- | ----- | ----- | ----- |
| 4 005 | 4 576 | 4 745 | 4 690 | 4 953 | 5 191 | 5 459 | 5 448 | 5 915 |

| 1901  | 1906  | 1911  | 1921  | 1926  | 1931  | 1936  | 1946  | 1954  |
| ----- | ----- | ----- | ----- | ----- | ----- | ----- | ----- | ----- |
| 6 018 | 5 990 | 5 929 | 5 749 | 6 178 | 6 120 | 6 406 | 7 026 | 6 841 |

| 1962  | 1968  | 1975  | 1982  | 1990  | 1999  | 2006  | 2007  | 2012  |
| ----- | ----- | ----- | ----- | ----- | ----- | ----- | ----- | ----- |
| 7 368 | 7 971 | 8 130 | 7 260 | 6 596 | 6 254 | 6 533 | 6 552 | 6 346 |

| 2017  | 2022  | - | - | - | - | - | - | - |
| ----- | ----- | - | - | - | - | - | - | - |
| 6 383 | 6 129 | - | - | - | - | - | - | - |

| selon la population municipale des années : | 1968 | 1975 | 1982 | 1990 | 1999 | 2006 | 2009 | 2013 |
| Rang de la commune dans le département      | 4    | 4    | 4    | 4    | 4    | 4    | 4    | 4    |
| Nombre de communes du département           | 340  | 328  | 330  | 332  | 332  | 332  | 332  | 332  |

Voir aussi : aire d'attraction de Saint-Girons et unité urbaine de Saint-Girons

### Enseignement
Saint-Girons fait partie de l'académie de Toulouse.
L'éducation est assurée sur la commune de Saint-Girons depuis la crèche jusqu'au lycée du Couserans, ainsi que les lycées professionnels François-Camel et Aristide-Bergès en passant par les écoles maternelles (Georges Guynemer, Oscar-Auriac, et du Sacré-Cœur), les écoles élémentaires (Henri-Maurel, Saint-Alary, Oscar-Auriac, et du Sacré-Cœur), les collèges du Couserans et du groupe scolaire du Sacré-Cœur. Le tout est complémenté par la bibliothèque municipale installée dans une partie du château des vicomtes du Couserans.
En septembre 2016 a été ouverte une école maternelle occitane, laïque et associative, la Calandreta deth Coserans qui comptait 14 élèves dès sa seconde rentrée.
- École de cirque Abracadaboum Circus[67], avenue Fernand-Loubet, créée en 2003. Ouverte toute l'année hors vacances scolaires.
- École municipale de musique[68] : de mi-septembre à fin juin, cours de violon, alto, violoncelle, mandoline, hautbois, flûte traversière, clarinette, saxophone, trompette, cor, trombone, tuba, percussions, piano et atelier de musique actuelle.

### Manifestations culturelles et festivités
- Cultures du Monde : créé en 1991, le festival RITE, Danses, Chants et Musiques du Monde[69] se déroule chaque année durant une semaine début août. Outre la France avec le célèbre groupe local Les Bethmalais[70],[71], sept groupes étrangers différents sont invités. Si le grand spectacle final se déroule au Parc des expositions de Saint-Girons, les groupes se produisent aussi appariés dans les principaux bourgs environnants.
- Musique : concours international de violon Marie Cantagrill[72] : il se déroule en juin à Saint-Girons depuis 2013 (10e édition en 2022). La fête de la musique, au solstice d'été, organisée par l'association éponyme, est particulièrement importante et labellisée « manifestation verte de l'Ariège » depuis 2015.
- Ruralité : chaque premier week-end d'août se déroule depuis 1992, des journées départementales d'animations rurales « Autrefois le Couserans »[73] avec notamment un grand défilé en costume d'époque le dimanche matin, des animations sur de nombreuses places de la ville avec notamment un battage de céréales à l'ancienne, présentation des animaux de la ferme, des animations culturelles locales et invitées[74]...
- Théâtre : Les théâtrales en Couserans[75] : programmation de spectacles à Saint-Girons et dans les bourgs.

#### Équipements culturels
- La salle Max-Linder est un cinéma et une salle de spectacles municipale.
- Au château des vicomtes du Couserans se trouvent une bibliothèque - médiathèque ainsi qu'une ludothèque.
- Atelier galerie Giron d'Art.
- Atelier d'art insolite Chez Milie[76].
- La mairie et différents lieux et halls reçoivent des expositions, manifestations et rencontres.
- Une salle des fêtes fonctionne dans le quartier Beauregard.

### Manifestations commerciales
- Puces : chaque 3e dimanche du mois (sauf octobre) se tient un vide-grenier au Champ-de-Mars.
- Salon du goût et des savoir-faire, avec marché gourmand et village des métiers d'art, les 13-14-15 septembre 2019 (première année) au Parc des expositions.

### Santé
Nombreux médecins et professionnels de santé mais certains spécialistes ne sont présents que par intermittence.
Maison de santé (1 avenue d'Aulot), Centre hospitalier Ariège-Couserans (siège à Saint-Lizier), y compris clinique psychiatrique Rozès, Maison de retraite.

### Activités sportives
Équipements sportifs
- Stade Jo-Boussion (5 terrains de tennis, dont 2 couverts), une salle d'arts martiaux, 2 boulodromes dont un couvert, une aire de modélisme, un skate-park démonté par la mairie et toujours en jachère depuis..., 2 gymnases, une salle polyvalente, une piste d'athlétisme en tartan.
- Centre aquatique du Couserans[77] (ouvert en mai 2016).
- Aérodrome de Saint-Girons - Antichan, sur la commune proche de Lorp-Sentaraille, doté d'une piste en dur de 1 100 m, géré par le Conseil départemental de l'Ariège, vol à voile, vol moteur.

Clubs
- Rugby à XV : Saint-Girons sporting club Couserans.
- Basket-ball : Saint-Girons Basket-Ball. Fondé en 1989, le club fonctionne en collaboration territoriale de clubs (CTC) avec les clubs de Salies-du-Salat et de Saint-Gaudens, situés en Haute-Garonne.
- Handball : Saint-Girons Handball Couserans.
- Arts martiaux : Dojo du Couserans, gymnase Jean Buffelan.
- Football : Football club de Saint-Girons, outre l'activité ordinaire, le club organise chaque année un tournoi international u13 et u15 réunissant 500 jeunes sur deux jours.
- Athlétisme : Club athlétique Saint-Gironnais, créé en 1945.
- Tennis : Tennis club Saint-Girons, stade Jo Boussion, tournoi d'été organisé chaque année.
- Badminton, tennis de table, cyclotourisme…

#### Organisations
Depuis 1977, chaque année en mai est organisée depuis Saint-Girons la course cycliste internationale par étape Ronde de l'Isard. Elle est réservée aux meilleurs amateurs. La dernière étape arrive sur le boulevard face au foirail.

### Médias
- La Dépêche du midi, quotidien régional avec édition Ariège et pages locales ;
- Le petit journal, hebdomadaire, édition Ariège avec pages locales ;
- Radio Couserans, 94.7FM, radio locale ;
- Le Petit Max, magazine culturel trimestriel gratuit chez les commerçants et services publics, en liaison avec la salle Max Linder ;
- L'Ariégeois magazine, édité à Saint-Girons.

## Économie

### Revenus
En 2018, la commune compte 3 223 ménages fiscaux, regroupant 5 893 personnes. La médiane du revenu disponible par unité de consommation est de 19 340 € (19 820 € dans le département). 38 % des ménages fiscaux sont imposés (40,7 % dans le département).

### Emploi
| Division       | 2008  | 2013   | 2018   |
| -------------- | ----- | ------ | ------ |
| Commune        | 9,9 % | 11,8 % | 13,4 % |
| Département    | 8,9 % | 11,1 % | 11,2 % |
| France entière | 8,3 % | 10 %   | 10 %   |

En 2018, la population âgée de 15 à 64 ans s'élève à 3 612 personnes, parmi lesquelles on compte 71,4 % d'actifs (58 % ayant un emploi et 13,4 % de chômeurs) et 28,6 % d'inactifs,. Depuis 2008, le taux de chômage communal (au sens du recensement) des 15-64 ans est supérieur à celui de la France et du département.
La commune est la commune-centre de l'aire d'attraction de Saint-Girons,. Elle compte 3 508 emplois en 2018, contre 3 652 en 2013 et 3 804 en 2008. Le nombre d'actifs ayant un emploi résidant dans la commune est de 2 140, soit un indicateur de concentration d'emploi de 163,9 % et un taux d'activité parmi les 15 ans ou plus de 48 %.
Sur ces 2 140 actifs de 15 ans ou plus ayant un emploi, 1 260 travaillent dans la commune, soit 59 % des habitants. Pour se rendre au travail, 76,6 % des habitants utilisent un véhicule personnel ou de fonction à quatre roues, 3 % les transports en commun, 14,7 % s'y rendent en deux-roues, à vélo ou à pied et 5,7 % n'ont pas besoin de transport (travail au domicile).
En 2021, le taux de chômage est de 12% pour les 15 à 64 ans.

### Activités hors agriculture

#### Histoire économique
Le XIXe siècle voit de nombreuses activités s'installer le long des rivières, pour utiliser la force motrice des cours d'eau. Il y a, comme partout, des moulins à farine, des moulins à scier le bois, des forges. Il y a aussi des moulins à fouler qui servent pour l'industrie textile. Les rivières, les moulins, le bois et l'industrie textile vont être le point de départ de deux aspects qui vont marquer l'histoire locale.
C'est d'une part, un enfant du pays, Aristide Bergès qui invente l'hydro-électricité à Lancey (Villard-Bonnot) dans l'Isère, en récupérant le principe du fonctionnement des moulins, la roue qui devient la turbine des centrales électriques. Divers sites sont aménagés sur le Salat et le Lez dans le périmètre de la ville pour produire de l'électricité.
C'est, d'autre part, l'apparition des premières papeteries (papeteries des familles Martin, Rapeaud...), qui vont prospérer en profitant des eaux limpides venues de la montagne, parfois aussi des bois locaux. De ces usines, il en restait une dans le faubourg de Lédar qui alimentait la presse régionale en papier pour rotatives. À la suite de la liquidation de la société Matussière et Forest basée à Voreppes dans l'Isère, cette unité a fermé en octobre 2008 entraînant le licenciement de 116 personnes. Une autre se maintient dans l'agglomération de Saint-Girons, en amont de la ville sur la commune d'Eycheil. C'est l'usine de papier à cigarette JOB. Une troisième, en aval de la ville à Saint-Lizier, a disparu dans le courant des années 1980. Restructurations, changements de propriétaires et vagues de licenciements ou de préretraites.. résument bien les difficultés de cette industrie. Cependant, les Papeteries Léon Martin, entreprise familiale aux produits fins très spécifiques et unique fabricant français de papier de soie blanc apprêté, se maintiennent remarquablement à Engomer.
Conscients de l'inexorable déclin de la filière papetière locale fortement concurrencée sur les coûts de production par le Canada et la Finlande, les élus locaux entameront durant les années 1980 une démarche de diversification économique qui se concrétisera par des créations successives d'entreprises (Fromagerie Faup, Scierie Cazalé, Cadres Actua-Concept, Charcuterie André Cazaux, Glaces Philippe Faur, Biotechnologies Genibio, Couserans Plastiques Industries, confitures et assaisonnements de la Compagnie des Pyrénées, récupération et recyclage Saica Natur Sud.. et diverses entreprises commerciales...) sur la zone industrielle du Couserans à Lorp-Sentaraille et Caumont développée initialement dans le cadre d'un Syndicat mixte spécifique.
La localisation de ces entreprises illustre un aspect régressif pour l'économie de la ville qui a cependant « repris » à Saint-Lizier les deux principales concessions automobiles. En effet, pour d'évidentes contraintes urbanistiques, les activités tendent à s'implanter de plus en plus hors de la commune sur les zones industrielles ou de services qui ont été créées au niveau de l'agglomération.
La libération d'emprises conséquentes a pu cependant permettre l'installation d'entreprises sur Saint-Girons rapidement pour le périmètre de l'ancienne gare mais beaucoup plus lentement, pour le vaste domaine libéré par la papeterie de Lédar fermée en 1988. Il aura fallu attendre dix ans et des tergiversations pour que soit annoncée le 20 février 2019 l’installation de 5 entreprises sur le site et la mise en place d’un bâtiment de premier accueil pour les porteurs de projet.
À cette date, le projet développé par Axians Fibre Sud-Ouest, filiale du groupe Vinci Énergies, et en partenariat avec l’entreprise locale Gabarre, est en phase de recrutement et formation de plus de 80 salariés pour réaliser études et déploiement de réseaux fibres optiques sous toutes ses formes en phase avec le Plan France très haut débit.

#### Secteurs d'activité
785 établissements sont implantés à Saint-Girons au 31 décembre 2019. Le tableau ci-dessous en détaille le nombre par secteur d'activité et compare les ratios avec ceux du département,.
| Secteur d'activité                                                                                        | Commune | Commune | Département |
| Secteur d'activité                                                                                        | Nombre  | %       | %           |
| --- | ------- | ------- | ----------- |
| Ensemble                                                                                                  | 785     | 100 %   | (100 %)     |
| Industrie manufacturière, industries extractives et autres                                                | 67      | 8,5 %   | (12,9 %)    |
| Construction                                                                                              | 68      | 8,7 %   | (14,2 %)    |
| Commerce de gros et de détail, transports, hébergement et restauration                                    | 256     | 32,6 %  | (27,5 %)    |
| Information et communication                                                                              | 10      | 1,3 %   | (1,8 %)     |
| Activités financières et d'assurance                                                                      | 32      | 4,1 %   | (2,8 %)     |
| Activités immobilières                                                                                    | 24      | 3,1 %   | (4,2 %)     |
| Activités spécialisées, scientifiques et techniques et activités de services administratifs et de soutien | 94      | 12 %    | (13,2 %)    |
| Administration publique, enseignement, santé humaine et action sociale                                    | 159     | 20,3 %  | (14,4 %)    |
| Autres activités de services                                                                              | 75      | 9,6 %   | (8,8 %)     |

Le secteur du commerce de gros et de détail, des transports, de l'hébergement et de la restauration est prépondérant sur la commune puisqu'il représente 32,6 % du nombre total d'établissements de la commune (256 sur les 785 entreprises implantées à Saint-Girons), contre 27,5 % au niveau départemental.

#### Plus importantes entreprises
Les cinq entreprises ayant leur siège social sur le territoire communal et qui génèrent le plus de chiffre d'affaires en 2020 sont :
- Autorama Sud Ouest, commerce de voitures et de véhicules automobiles légers (26 939 k€) ;
- Cinqdis 09, supermarchés (11 996 k€) ;
- Lafforgue Matériaux, commerce de gros (commerce interentreprises) de bois et de matériaux de construction (10 312 k€) ;
- Soc Defa, commerce de détail de carburants en magasin spécialisé (5 628 k€) ;
- Garage Carbonne, commerce de voitures et de véhicules automobiles légers (4 167 k€).

Des entreprises déjà implantées en Couserans mettent en place sur le site de Lédar des unités de découpe de plaques d'acier (Llau) et de marbre de Moulis (Escavamar). D'autres projets sont également en phase prospective.
Saint-Girons demeure la ville de référence commerciale et touristique du Couserans, entre l'Ariège et la Garonne. Véritable institution, le marché, hebdomadaire du samedi matin très fréquenté a une réputation jusqu'à Toulouse pour la diversité des produits proposés et l'originalité de certains étals.

### Agriculture
La commune fait partie de la petite région agricole dénommée « Région sous-pyrénéenne ». En 2010, l'orientation technico-économique de l'agriculture sur la commune est l'élevage de bovins pour la viande.
|                                   | 1988 | 2000 | 2010 |
| --------------------------------- | ---- | ---- | ---- |
| Exploitations                     | 41   | 26   | 24   |
| Superficie agricole utilisée (ha) | 772  | 730  | 597  |

Le nombre d'exploitations agricoles en activité et ayant leur siège dans la commune est passé de 41 lors du recensement agricole de 1988 à 26 en 2000 puis à 24 en 2010, soit une baisse de 41 % en 22 ans. Le même mouvement est observé à l'échelle du département qui a perdu pendant cette période 48 % de ses exploitations. La surface agricole utilisée sur la commune a également diminué, passant de 772 ha en 1988 à 597 ha en 2010. Parallèlement la surface agricole utilisée moyenne par exploitation a augmenté, passant de 19 à 25 ha.

## Culture locale et patrimoine

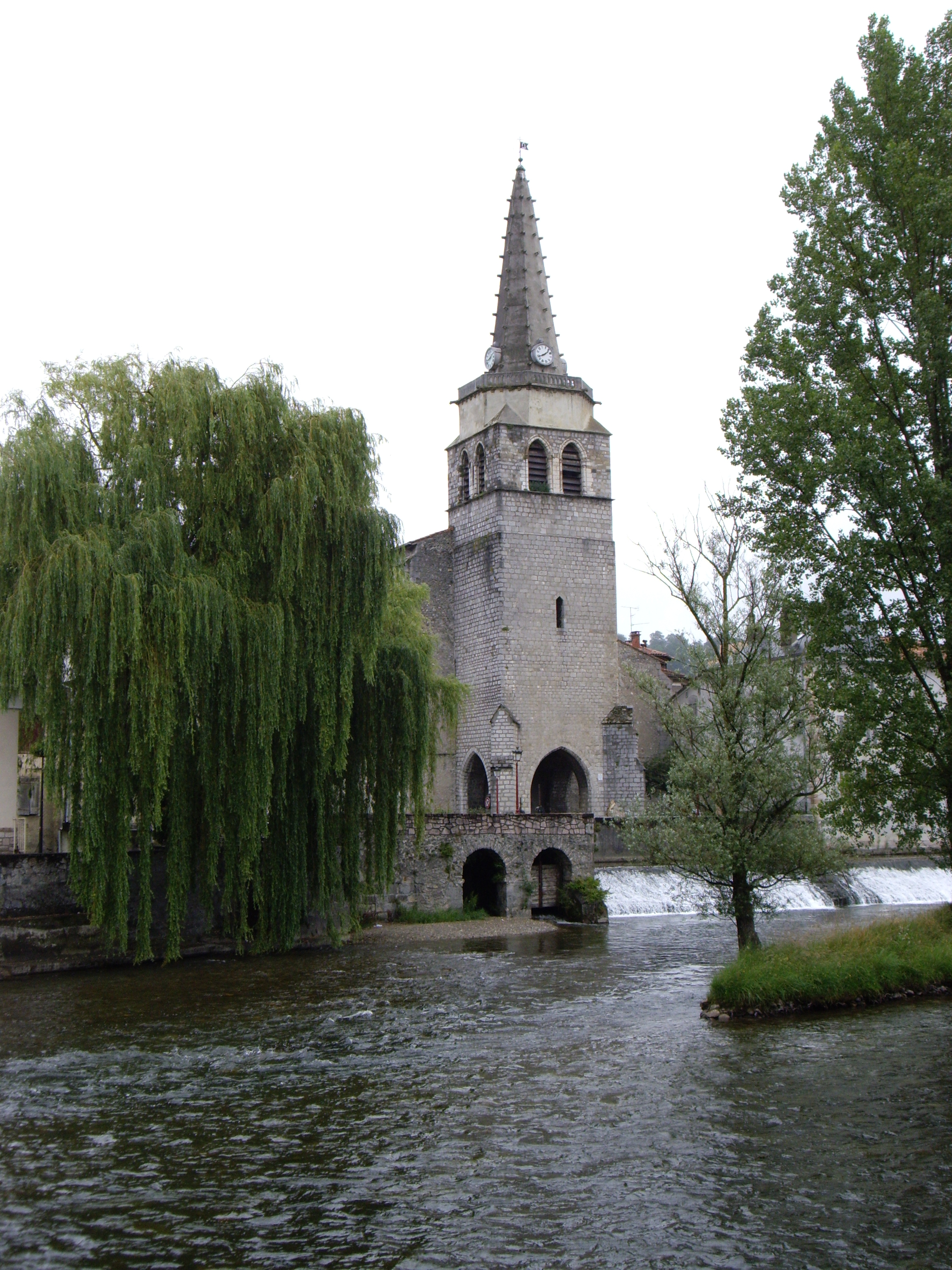
Église Saint-Girons, les arbres ont depuis été abattus...

### Lieux et monuments
- Église Saint-Genès ou Saint-Girons, construite en 1857 par Auguste Tisné (clocher du XIVe siècle passablement rénové au XXe siècle[45]). Grandes orgues Cavaillé-Coll classées, titulaire Isabelle Dhennin. En juin 2020, les quatre horloges du clocher sont remplacées par des cadrans lumineux, le mécanisme a été rénové par la maison Bodet[89].
- Église Saint-Valier, portail du XIIe siècle classé au titre objet des monuments historiques depuis 1925[90], l'église est inscrite à l'inventaire des monuments historiques depuis 2005[90]. Derrière le maître-autel se trouve un sarcophage du XIIe siècle[45].
- Église Saint-Genez de Lédar.
- Chapelle des Visitandines de Saint-Girons dans le quartier des Jacobins au centre-ville[91].
- Château des vicomtes du Couserans, inscrit à l'inventaire des monuments historiques le 6 juin 1988[45].
- Monument aux morts de la Première Guerre mondiale, 1924, construit par l'architecte Patrice Bonnet ; inscrit au titre des monuments historiques[92],[93].
- Stèle en mémoire du capitaine Keller, face à la gendarmerie[94],[95] ;
- Monument en l'honneur d'Aristide Bergès, œuvre de Carlo Sarrabezolles.
- Monument à la mémoire d'Oscar Auriac (1879-1949) et Jean Auriac (1906-1941), inauguré le 25 juin 1950 par Paul Caujolle, œuvre de Patrice Bonnet architecte, et Carlo Sarrabezolles sculpteur, dont l'épitaphe est la suivante : « Le père vécut pour la France le fils mourut pour elle ».
- Maison Dufaur, construite au XVIIIe siècle. Les façades et les toitures, ainsi que l'escalier intérieur et les deux chambres à décor de gypseries du premier étage sont inscrits au titre des monuments historiques par arrêté du 21 septembre 1992[96].

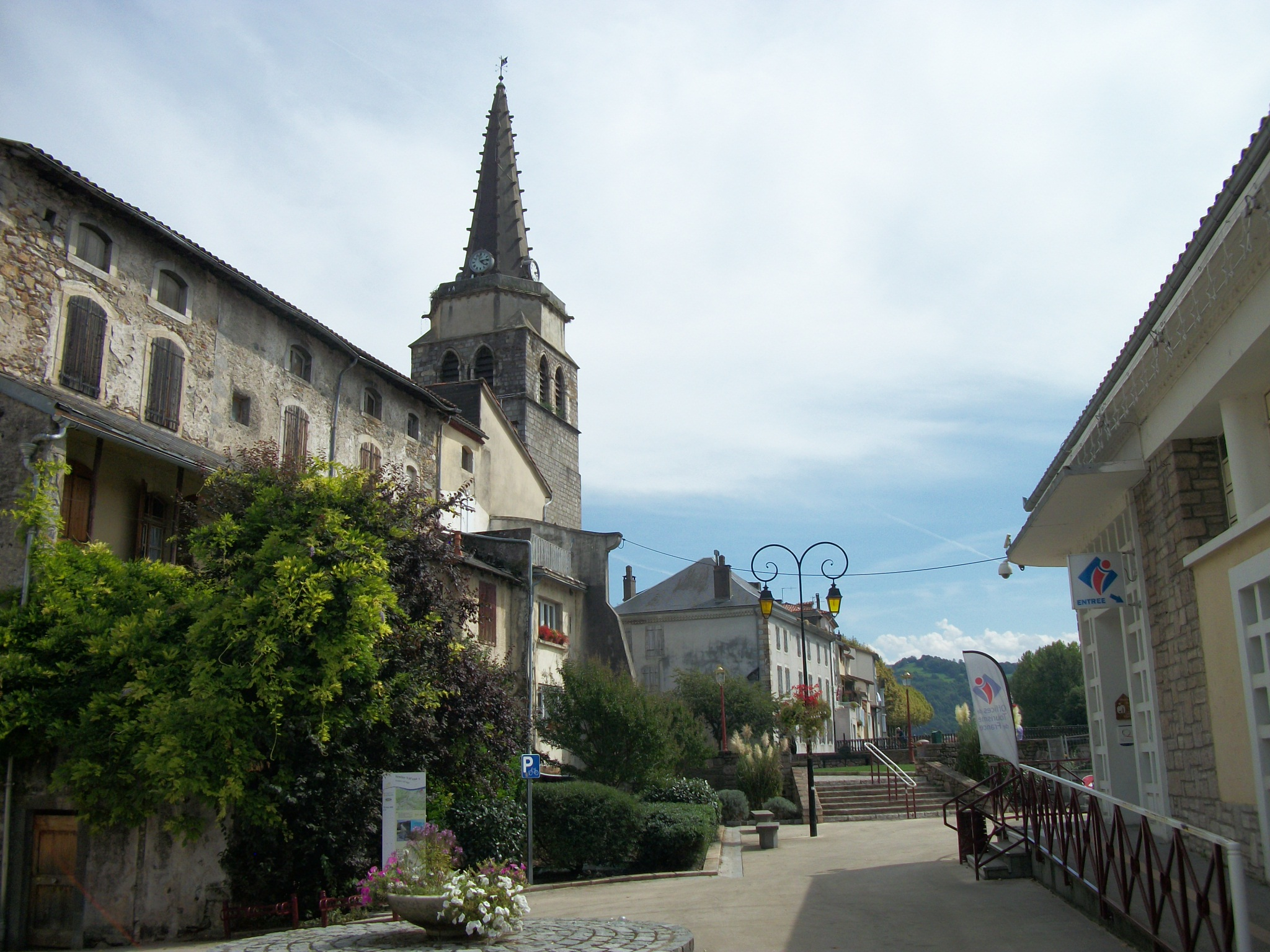
Place Alphonse- Sentein, l'église Saint-Girons est en arrière-plan à gauche et l'office du tourisme à droite.
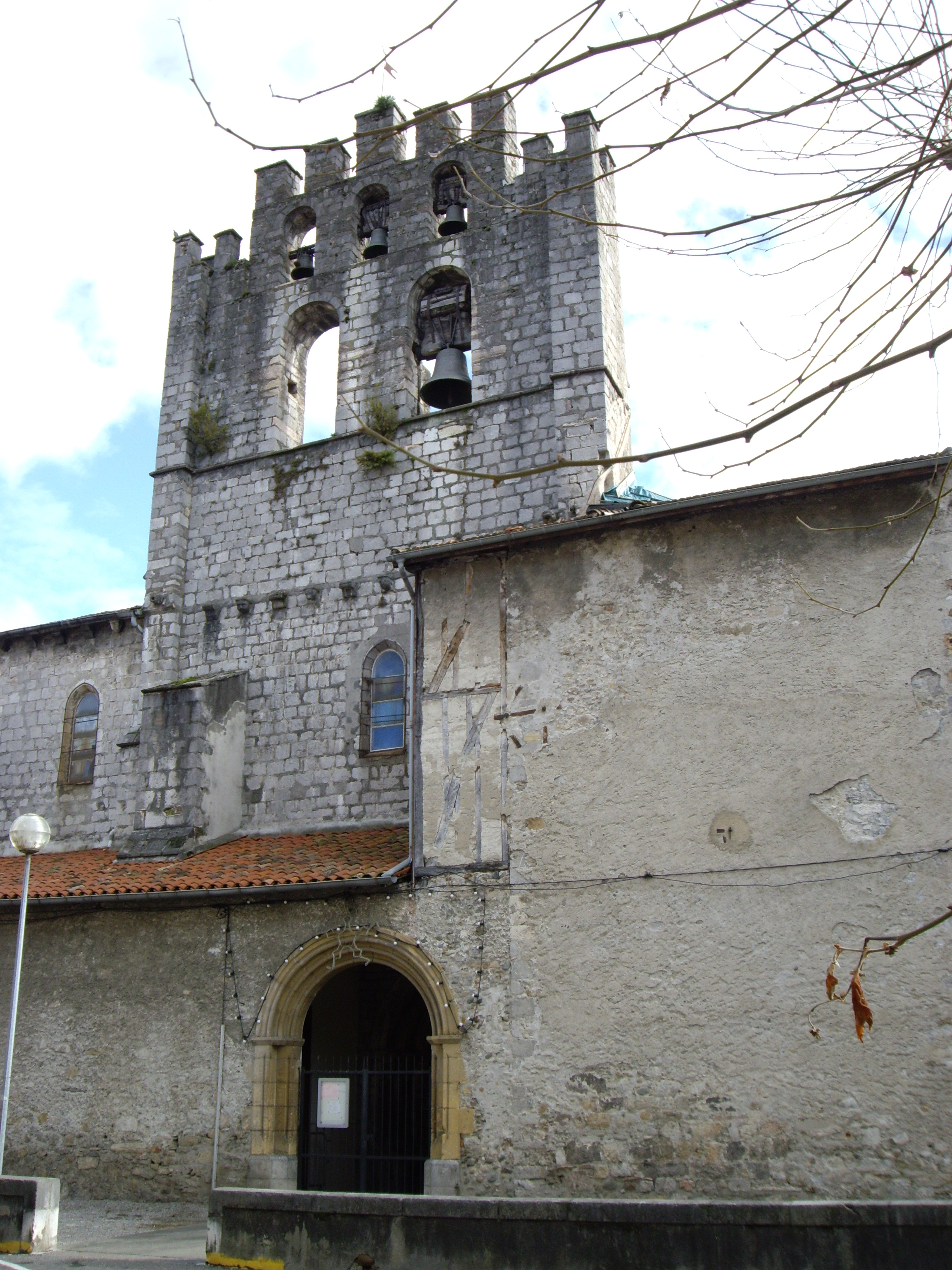
Église Saint-Valier.
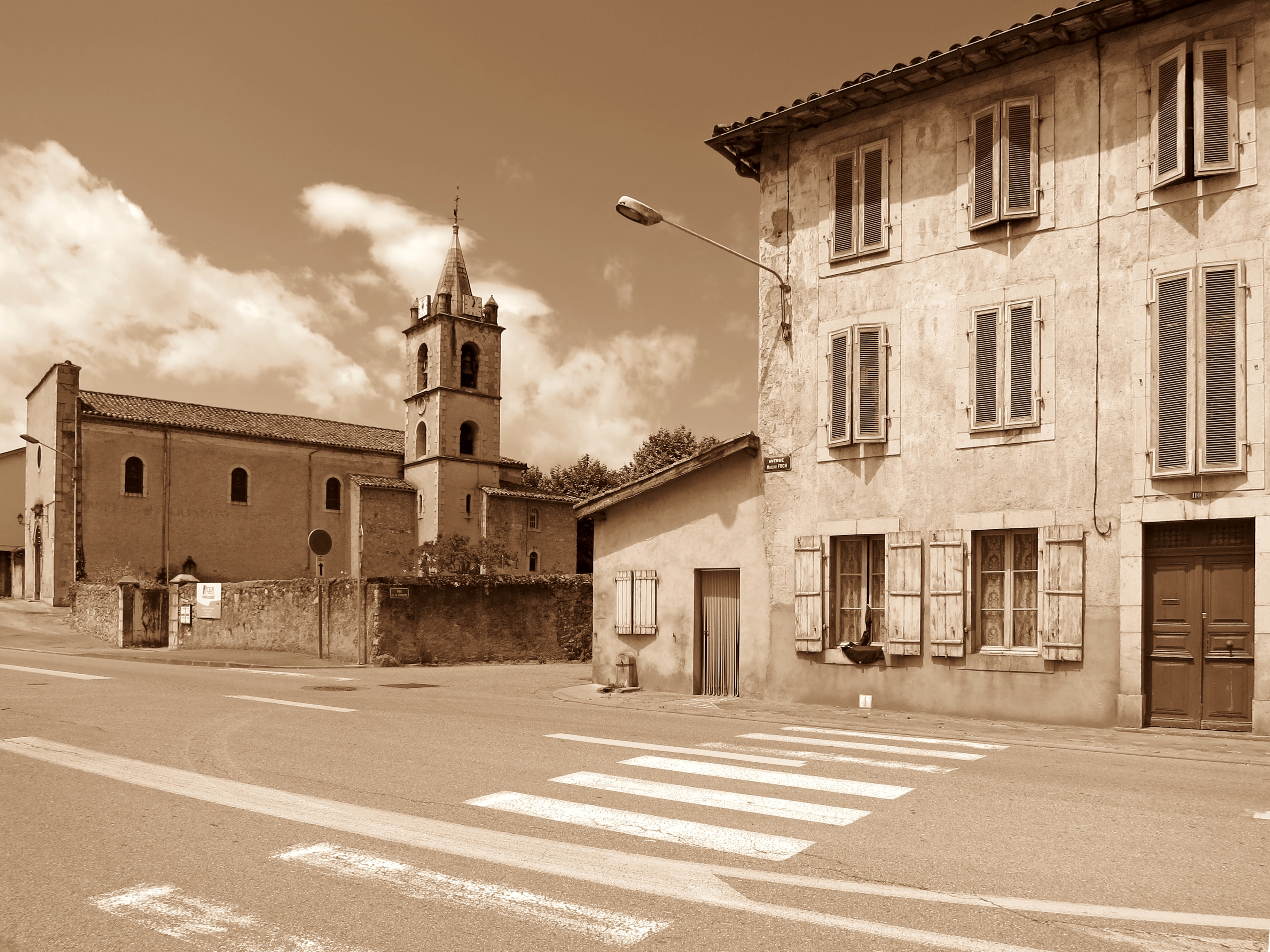
Église Saint-Genez de Lédar.
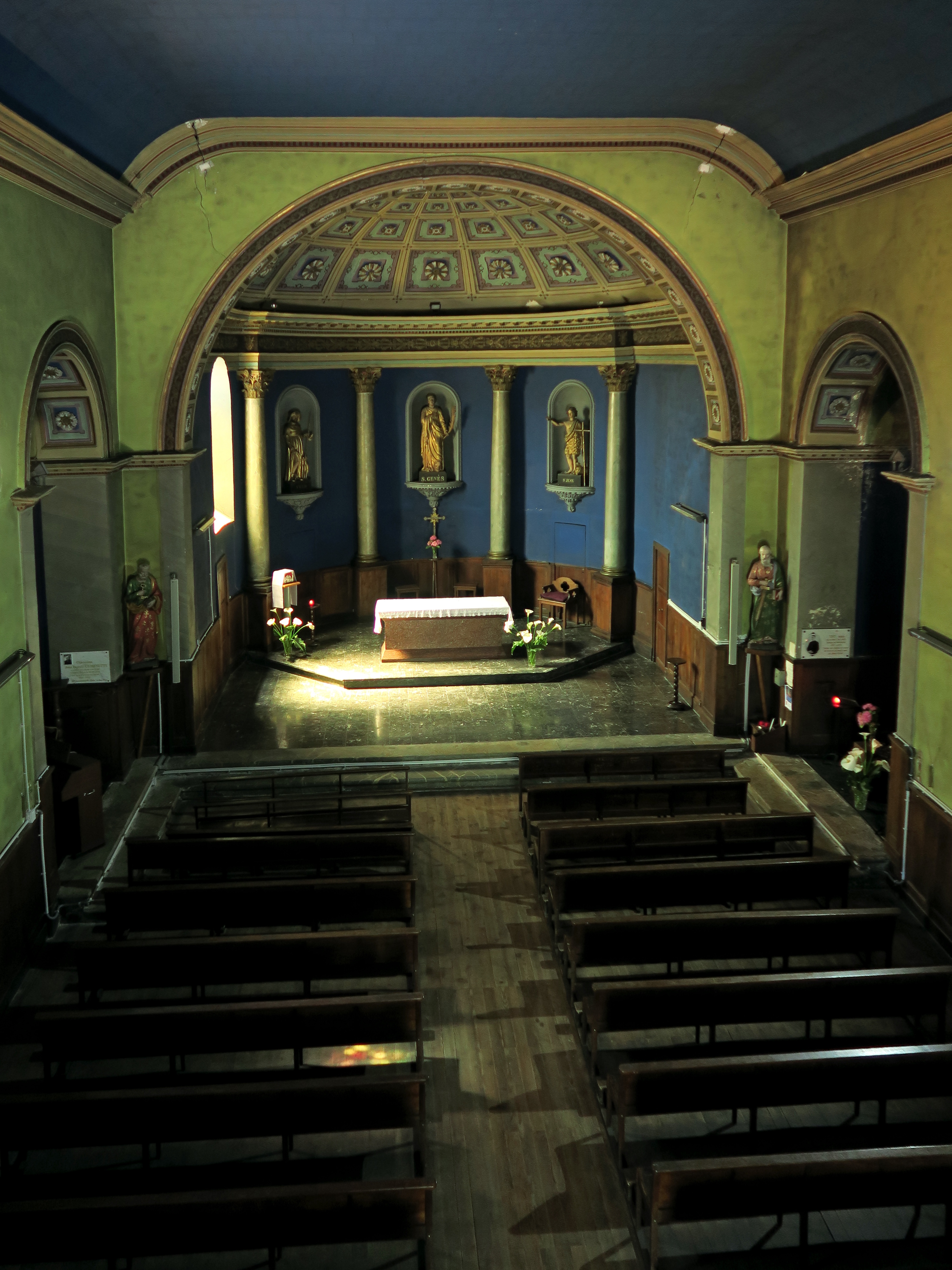
L'intérieur de l'église Saint-Genez de Lédar.
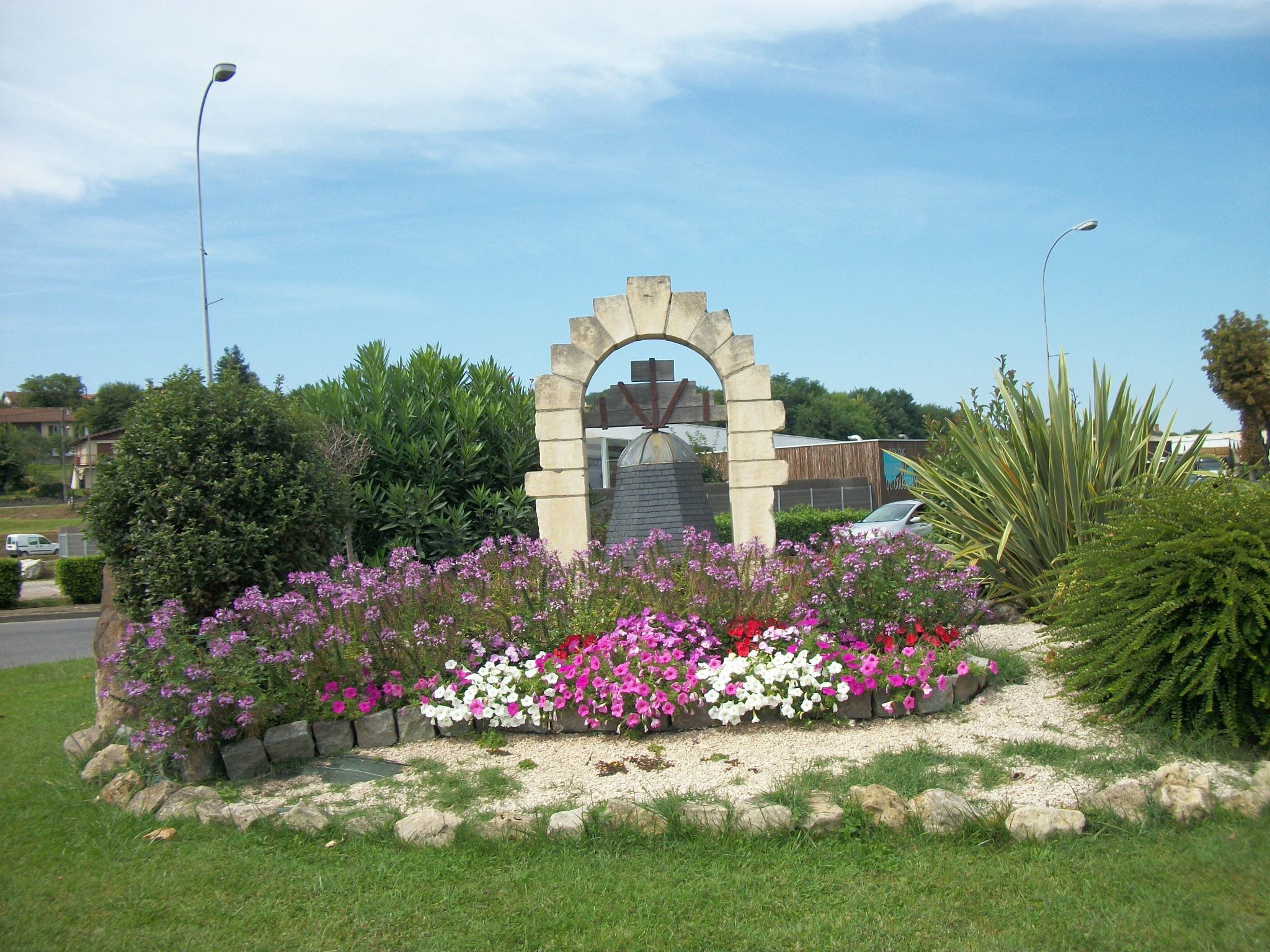
Premier rond-point à l'entrée de Saint-Girons joliment fleuri avec une cloche en bronze, emblème de la ville.
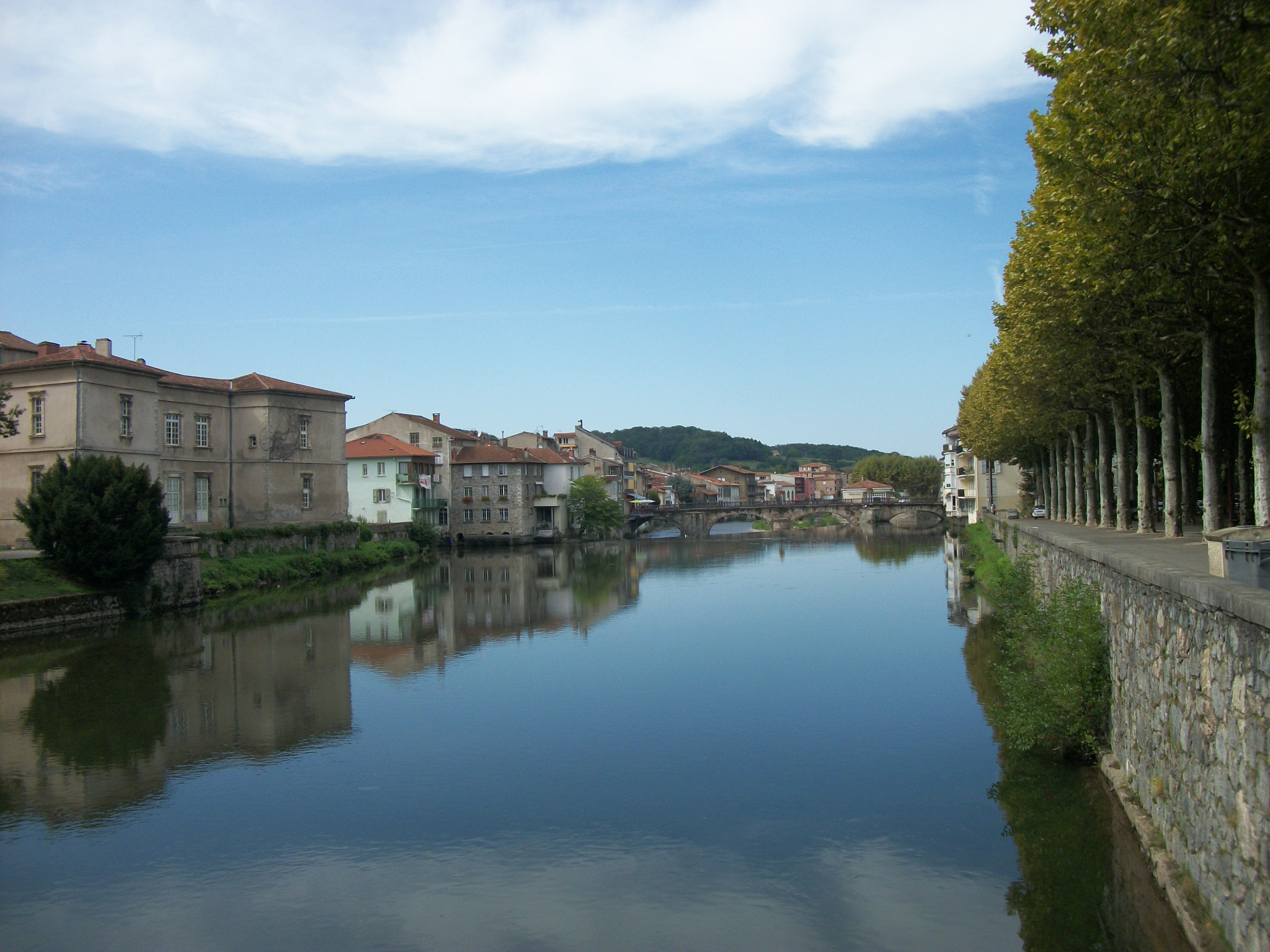
La rivière Salat traversant la ville avec à gauche le château des vicomtes du Couserans[97].
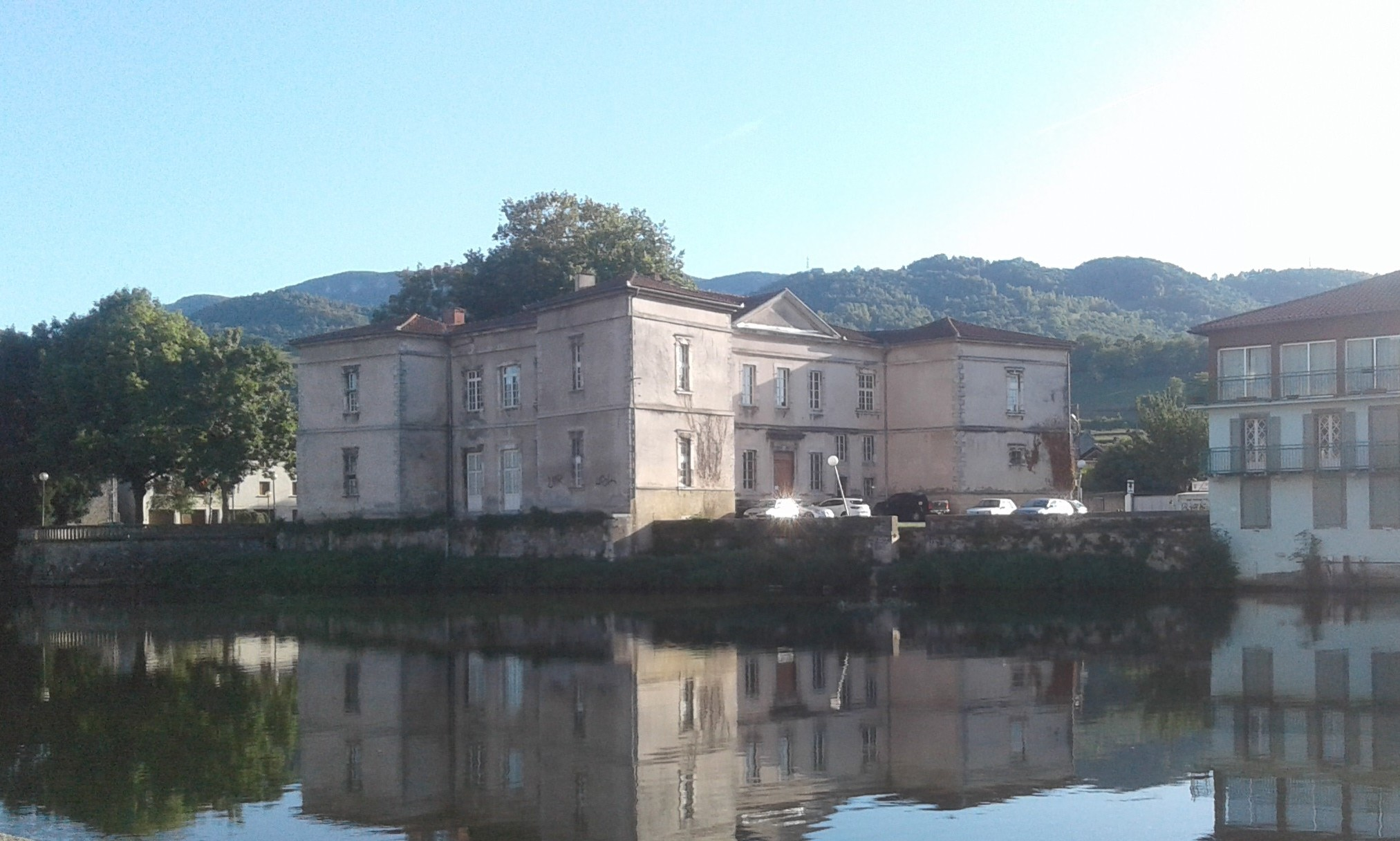
Le château des vicomtes du Couserans réunit différents services publics.
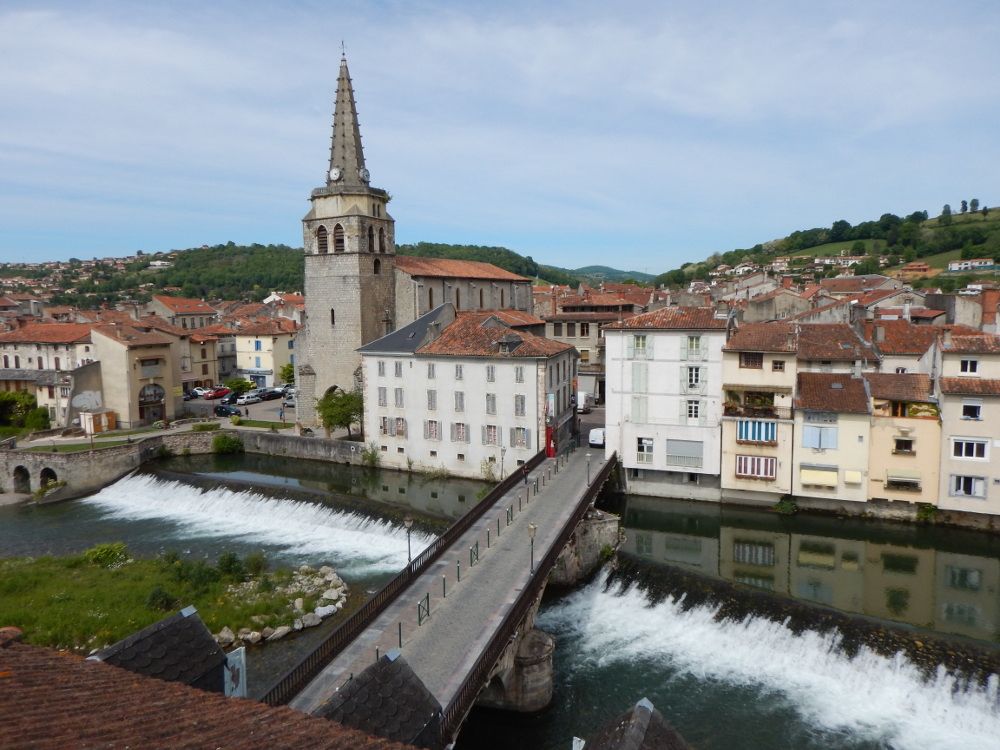
Le pont-vieux sur le Salat au centre-ville.
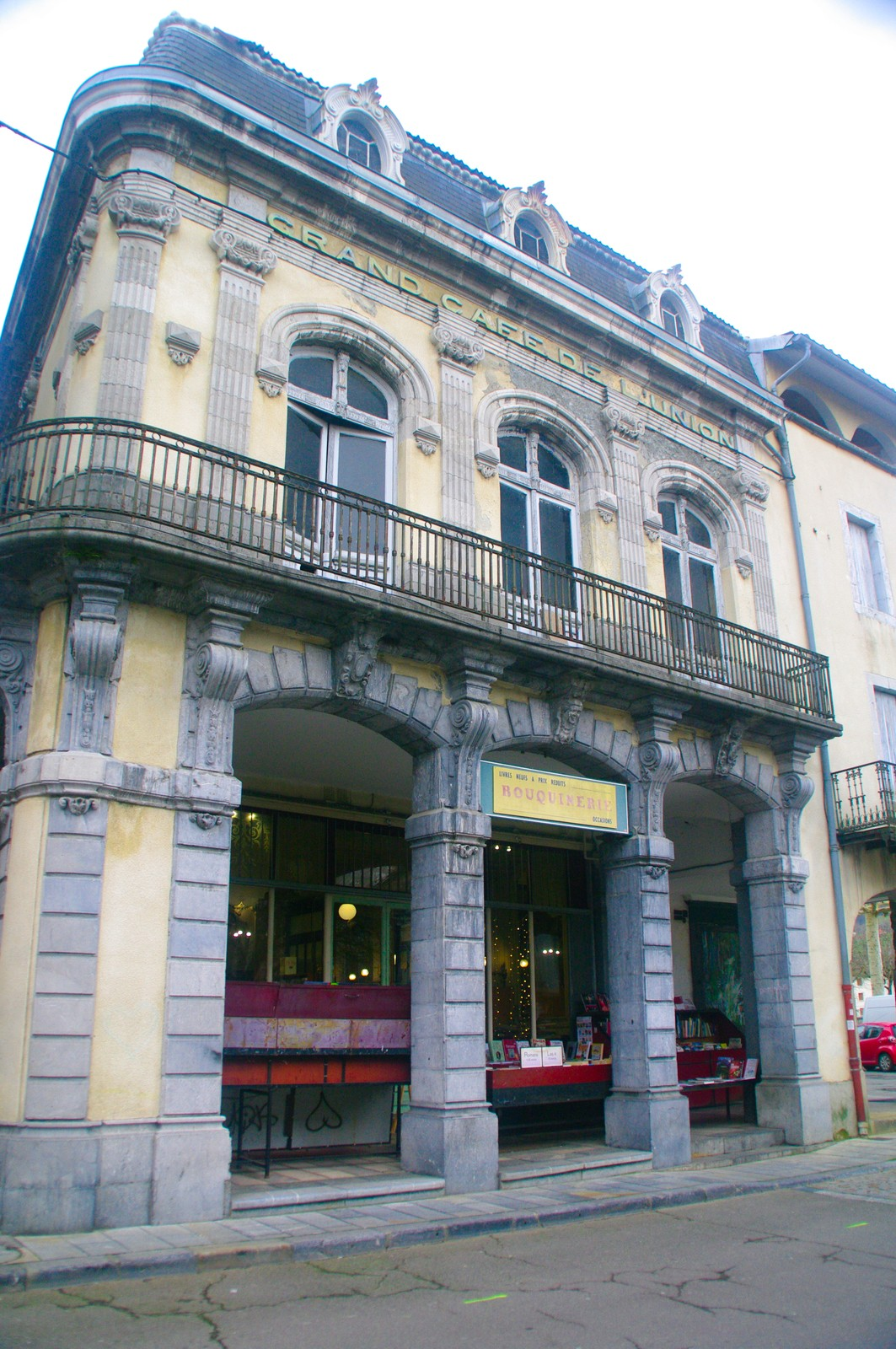
Façade et couverts inscrits aux monuments historiques en 2022.
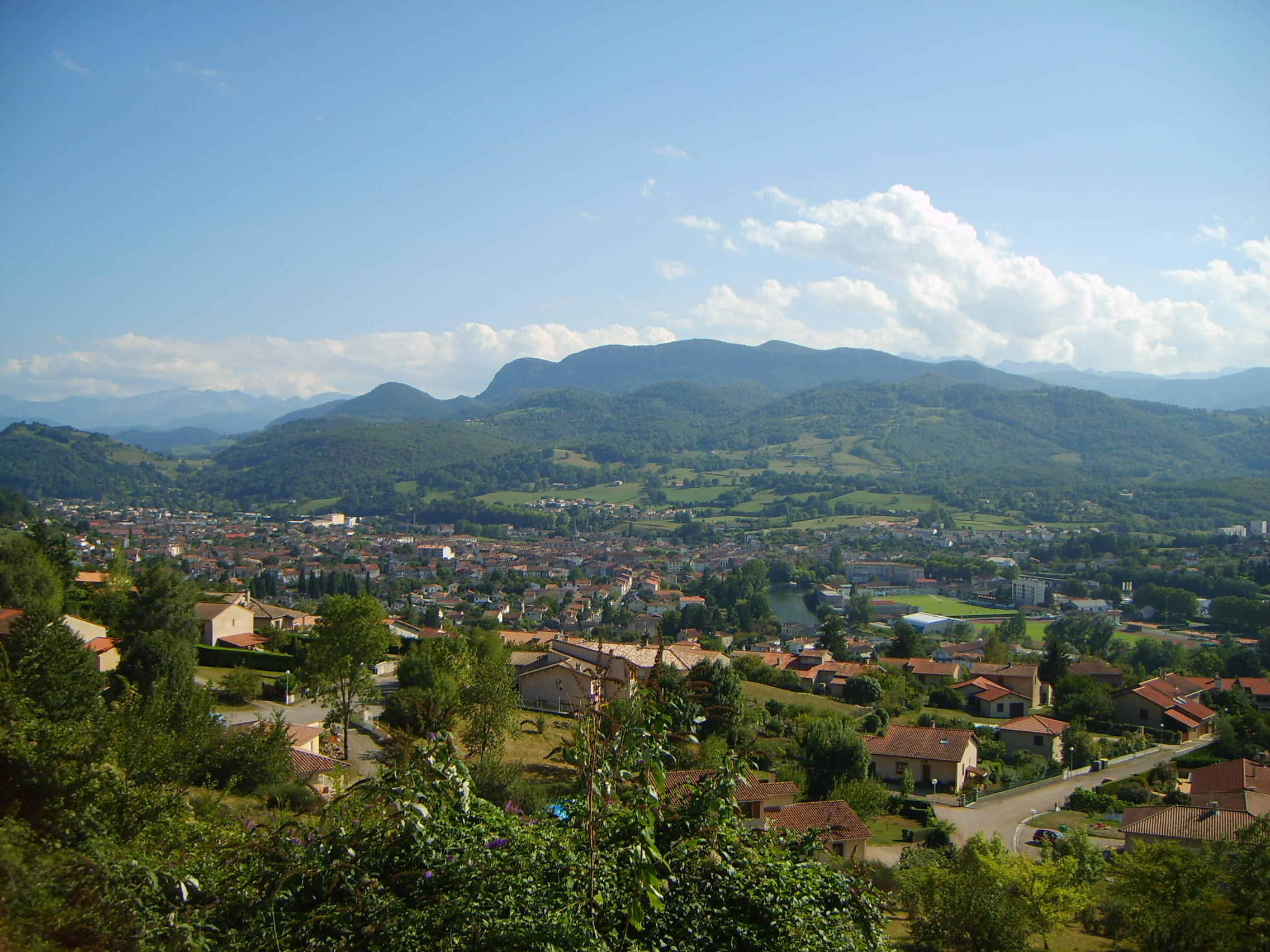
Vue générale de la ville avec le massif de Sourroque en arrière-plan.
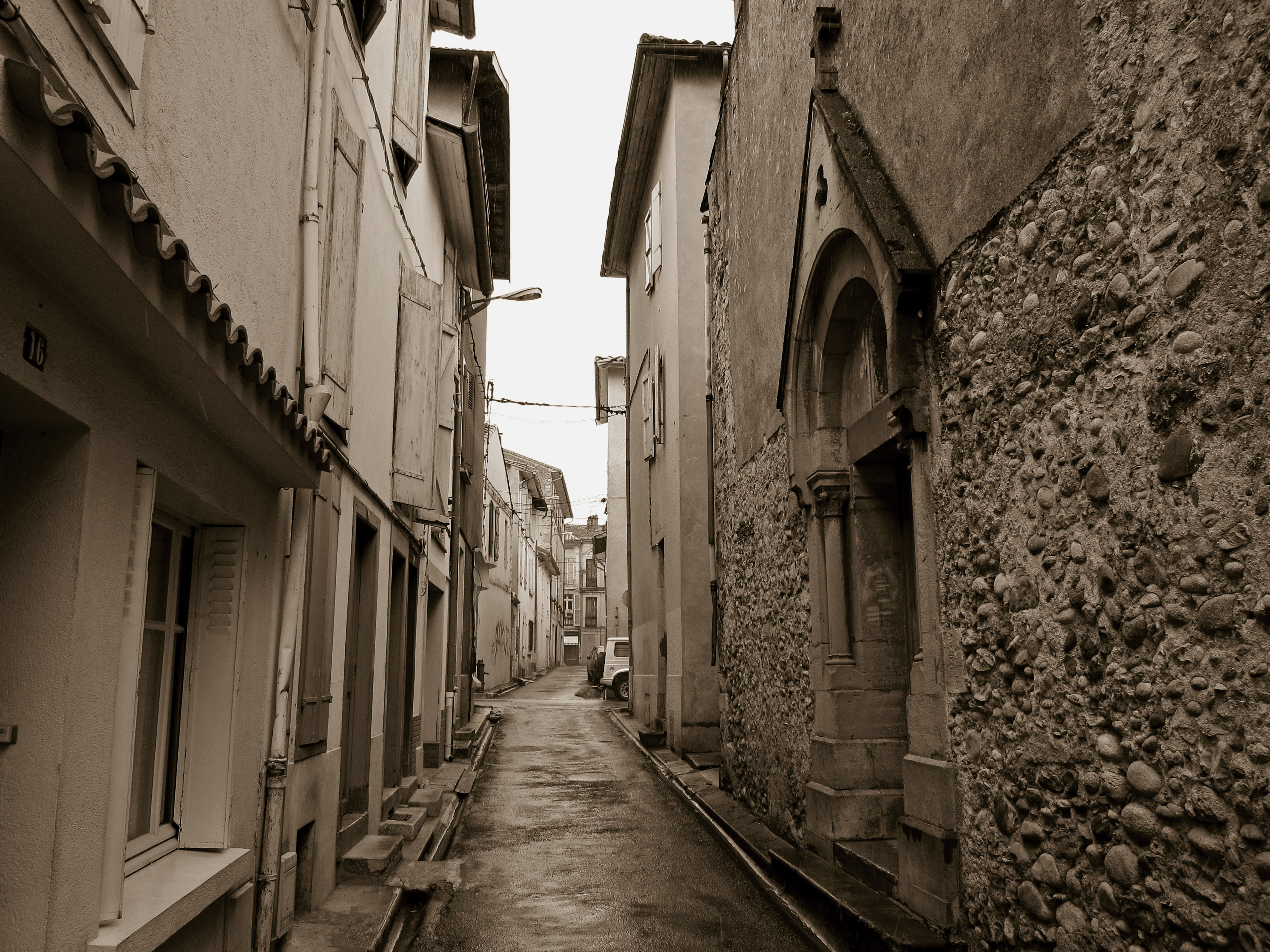
Petite rue des Jacobins et chapelle des Visitandines.

### Personnalités liées à la commune
- Pierre Caubère (1748-1823), homme politique, député de l'Ariège de 1791 à 1792.
- Jean-François Micas (1749-1825), général des armées de la République et de l'Empire, né à Saint-Girons, décédé à Toulon.
- Antoine Galy-Cazalat (1796-1869), ingénieur, construit la première voiture à vapeur routière, député de l'Ariège de 1848 à 1849.
- Eugénie Latil (v. 1798/08-1879), née Henry, peintre et sculptrice morte à Saint-Girons.
- François Vincent Latil (1796-1890), peintre mort à Saint-Girons.
- Georges Eugène Haussmann (1809-1891), baron d'empire, sous-préfet de Saint-Girons du 19 février 1840 au 23 novembre 1841, futur préfet de la Seine et bâtisseur du Paris moderne.
- André Rouaix (1810-1869), né à Saint-Girons (Ariège) et mort à Saint-Maurice, homme politique, député de l'Ariège de 1849 à 1851.
- Charles-Henri Émile Blanchard (1810-1890), peintre né à Saint-Girons.
- Henri-Louis Duclos (1815-1900), prêtre historien auteur de Histoire des Ariégeois, a donné 7 000 ouvrages à la ville en 1896.
- Frédéric Arnaud (1819-1878), avocat et homme politique, député de l'Ariège (1848-1852), sénateur de l'Ariège (1876-1878).
- Joseph Sentenac (1835-1915), avocat, sous-préfet de la ville puis député de l'Ariège.
- Paul Rouaix (1850-1937), historien de l'art, romancier et lexicographe né à Saint-Girons.
- Jean César-Bru (1870-1955), sculpteur mort dans la commune.
- Joseph Bergès (1878-1956), né à Saint-Girons, peintre.
- Patrice Bonnet (1879-1964), architecte prix de Rome.
- Jean Caujolle (1888-1943), né à Saint-Girons, joueur international de rugby à XV.
- Louis-Henry Destel (1889-1962), journaliste, romancier (auteur de La Princesse de Pourlande et de Saint-Girons, Saint-Lizier, le Couserans) et rugbyman.
- Paul Caujolle (1891-1955), né à Saint-Girons le 4 octobre 1891, maire de Siguer, conseiller général de l'Ariège et président de l'ordre national des experts comptables (1943-1945).
- André Regagnon (1902-1976), peintre, a beaucoup peint le Couserans et a fait don d'une vingtaine de tableaux à la ville de Saint-Girons.
- Maurice Keller (1905-1945), commandant de la gendarmerie de Saint-Girons, résistant, mort en déportation.
- Gaston Massat (1909-1966), poète surréaliste.
- Robert Verdier (1910-2009), résistant, député socialiste de la Seine né à Saint-Girons.
- Louis Henry (1911-1991), démographe et historien né à Saint-Girons.
- Louis Rivière (1912-1999), écrivain[98], ancien résistant, ancien prisonnier de guerre évadé.
- Yvette Garrabé (1921-1944), résistante morte dans la commune, une rue porte son nom.
- André Rives (1924-2017), joueur international de rugby à XIII.
- Roger Fauroux (1926-2021), ministre de l'industrie, du commerce extérieur et de l'aménagement du territoire (1988-1991), maire de Saint-Girons (1989-1995).
- Nadine Loubet (Sœur Odile) (1931-2010), née à Saint-Girons, religieuse et résistante au régime de Pinochet au Chili.
- Jean Ibanès (1936-1985), professeur à l'École Normale Supérieure, député de l'Ariège, maire de Lacave puis Saint-Girons (1983-1985).
- Jean Estaque (1945), peintre né à Saint-Girons et installé à Savennes, dans la Creuse.
- Alain Soucasse (1951), artiste contemporain né à Saint-Girons.
- Béatrice de Jurquet, née à Saint-Girons, psychanalyste, poétesse.
- Éric Béchu (1960-2013), joueur et entraîneur de rugby à XV.
- Jacques Moliner (1967), international de rugby à XIII, agent d'assurances à Saint-Girons.
- Sylvain Dispagne (1968), joueur de rugby à XV.
- Thierry Icart (1968), né à Saint-Girons, double champion de France de course en montagne.
- Frédéric Moncassin (1968), coureur cycliste puis entraîneur, a créé un commerce à Saint-Girons.
- Bertrand Escaich (1973), né à Saint-Girons, scénariste de bande dessinée.
- Marie Cantagrill (1979), violoniste, organise depuis 2013 le concours international de violon.
- Grégory Turpin (1980), chanteur chrétien de musique pop.
- Jean-Marc Doussain (1991), joueur de rugby à XV.

### Héraldique
| Blason | Blasonnement : D'azur à une cloche d'or. |

### Rassemblement commémoratif

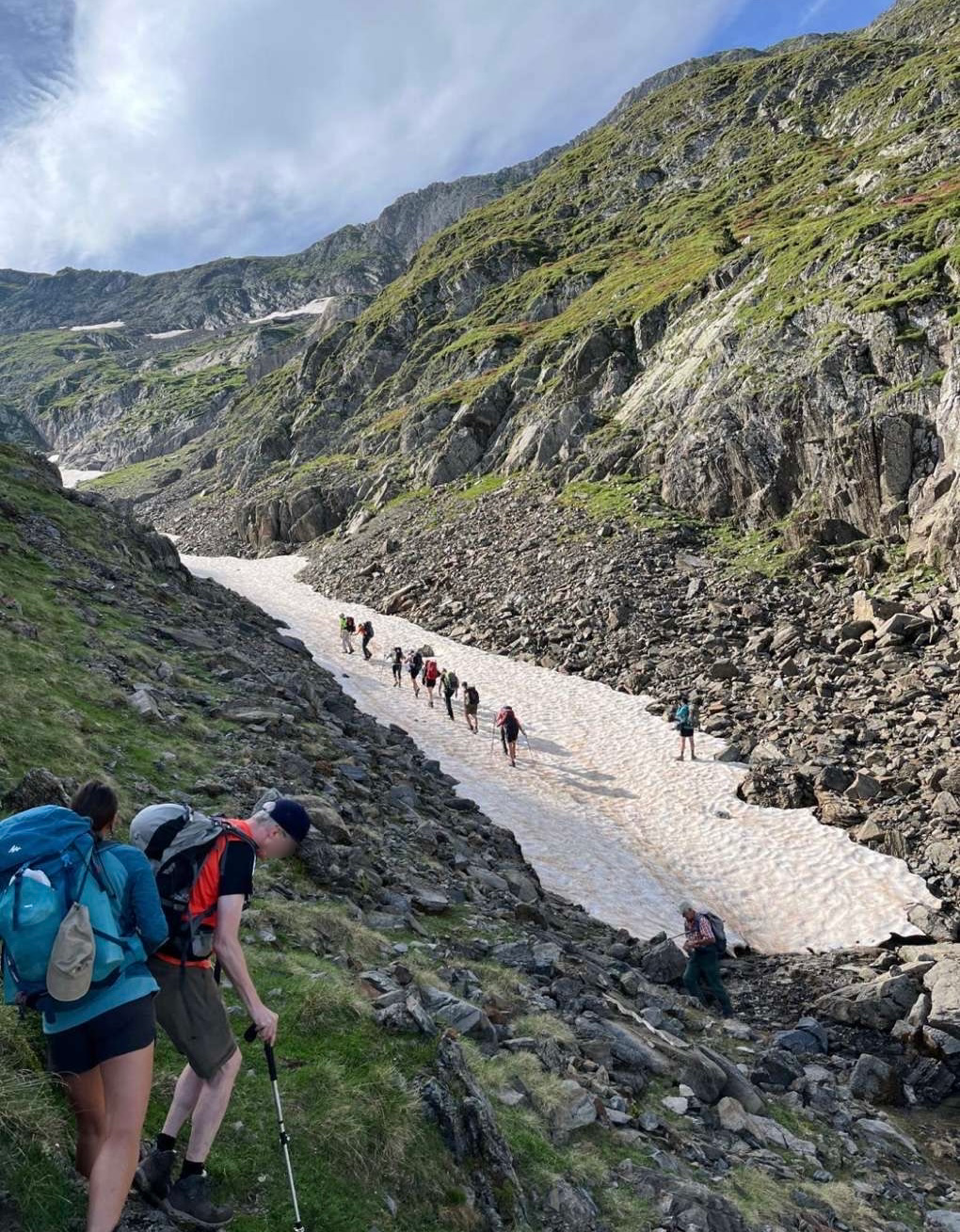
Lors de la randonnée de 2024

En mémoire des civils et militaires fuyant l’occupation nazie, une randonnée transfrontalière commémorative est organisée entre Saint-Girons et Esterri d'Àneu  en Catalogne par l’association Le Chemin de la Liberté, sur quatre jours. Il s’agit d’un parcours de mémoire. Cette liaison a été conçue lors de la Seconde Guerre mondiale par les passeurs en raison de sa complexité, pour tenter d’échapper à la surveillance de l’occupant. Inaugurée en 1994, cette marche annuelle rend hommage à ces personnes qui s’évadèrent vers l’Espagne en traversant les Pyrénées via notamment le col de la Pale de la Claouère, à la recherche de liberté.